# Japonisme

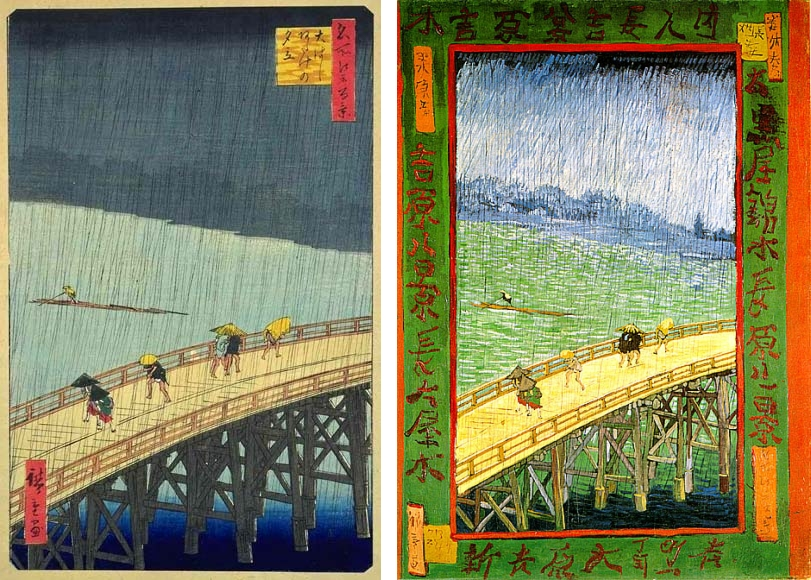
De Hiroshige, Cent vues d'Edo no 52, Le Pont Ōhashi et Atake sous une averse soudaine (1857), à Van Gogh, Japonaiserie. Pont sous la pluie (1888), musée Van Gogh, Amsterdam.

Le japonisme est l'influence de la civilisation et de l'art japonais sur les artistes et écrivains, premièrement français, puis occidentaux, entre les années 1860 et 1890. L'art qui résulta de cette influence, notamment en réaction au classicisme et qui inaugure de nouveaux choix esthétiques (lignes, courbes, éléments naturels), est qualifié de japonesque.
Dans le dernier quart du XIXe siècle, l’ukiyo-e devient une nouvelle source d'inspiration pour les peintres impressionnistes européens puis pour les artistes Art nouveau. C'est dans une série d’articles publiés en 1872 pour la revue Renaissance littéraire et artistique, que le collectionneur Philippe Burty donne un nom à cette révolution : le « japonisme »,. Pour Raymond Isay, « le Japon a été l'équivalent de la découverte d'un continent esthétique nouveau ».

## Histoire

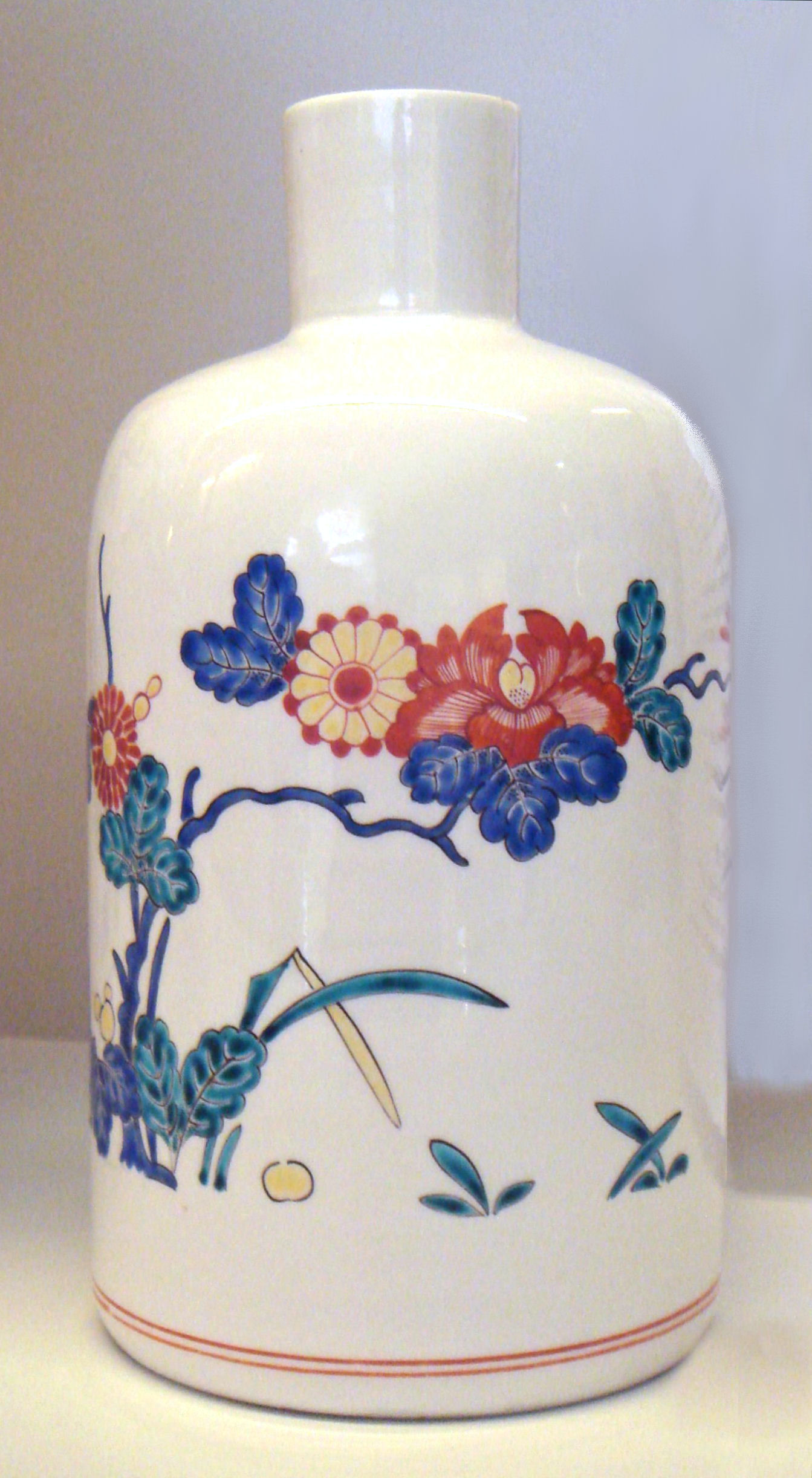
Bouteille en porcelaine de Chantilly dans le style Kakiémon, France (1730-1735).

Les premières œuvres artistiques japonaises à éveiller l’intérêt des pays d’Europe de l’Ouest sont les porcelaines. Alors que la céramique de Chine est prisée des familles royales et aristocratiques, la chute de la dynastie Ming provoque un coup d’arrêt à l’exportation des porcelaines chinoises. C’est alors le Japon qui reprend le flambeau, au milieu du XVIIe siècle : entre 1652 et 1683, sur une trentaine d’années, on estime que quelque 1,9 million de porcelaines japonaises ont été exportées vers l’Europe. C’est à cette époque qu’apparaissent les céramiques d'Imari, de Nabeshima ou encore de Kakiémon. Par la suite, la production de blanc de Chine se développe en Europe et les techniques céramiques progressent, permettant de produire des porcelaines similaires à celles de Chine et du Japon, dont les importations diminuent.
La laque devient synonyme de Japon dans la seconde moitié du XVIIe siècle. Sous l’influence des missionnaires chrétiens, la laque japonaise donne naissance à l'art Nanban, utilisé pour une vaste gamme d’objets du culte comme du quotidien. Leur exportation vers l’Europe était confiée à la Compagnie néerlandaise des Indes orientales (VOC). La reine Marie-Antoinette hérita de sa mère l'impératrice Marie-Thérèse d’Autriche et réunit ainsi une collection de près de 90 laques japonais qui entra ensuite au musée du Louvre, puis au musée Guimet et au château de Versailles.
La première exportation d'estampes intervient plus tard, et serait le fait d’Isaac Titsingh (1745-1812), administrateur de la Compagnie néerlandaise des Indes orientales à Nagasaki. En effet, le plus souvent, les œuvres (art populaire alors peu prisés de la haute société japonaise) parviennent en Europe via le comptoir hollandais de Dejima, à Nagasaki. L'ouvrage de Breton de La Martinière, Le Japon ou mœurs, usages et costumes des habitans de cet empire (1818), comportait ainsi des gravures reproduisant des estampes en couleurs de Kitao Masanobu (1761-1816). Certaines illustrations du Nippon : Archiv zur Beschreibung von Japan de 1832-1854 par Philipp Franz von Siebold (1796-1866), médecin allemand employé par la VOC, s'inspirent déjà de la Manga d'Hokusai, dont il est considéré comme le découvreur en Europe. Initialement, ces estampes arrivaient par hasard, servant uniquement à envelopper les porcelaines.
Avant même que le Japon ne se rouvre au monde en 1853, des estampes japonaises étaient visibles en France, puis dans les années 1850-1860. L'histoire du fonds d'ukiyo-e du département des estampes et de la photographie de la Bibliothèque nationale de France en témoigne, avec un volume du Manga d'Hokusai acquis dès 1843, en même temps que quelques estampes de Koryûsai. On peut également citer le don, en 1855, au département des Manuscrits, d'un ensemble d'estampes par Wilhelm von Sturler, employé de la Compagnie néerlandaises des Indes orientales jusqu'en 1826, à la même époque que Philipp Franz von Siebold.
Néanmoins, le développement du « japonisme » commence véritablement à la suite de la réouverture du Japon, avec les collectionneurs d'objets d'art japonais qui montrent les œuvres qu'ils possèdent. Lorsque les premiers exemplaires d'estampes en Europe sont exposés à Paris en tant qu'œuvres d'art, l'art japonais compte déjà de fervents amateurs. 
Le contexte intérieur japonais est alors marqué par une prise de conscience de la menace des puissances occidentale après deux siècles et demi d'isolement. Sous l'ère Meiji, Japon s'inspire alors de ces dernières pour réformer son État et son armée, s'industrialise et s'insère dans le système diplomatique, économique et culturel mondial, par exemple en participation aux expositions universelles. Le public occidental s'enthousiasme alors pour les arts japonais, les frères Goncourt notant ainsi en 1868 que l'attrait pour le Japon « descend aux bourgeois ».

## Japonisme dans les arts décoratifs
En 1851, les frères Goncourt dépeignent dans leur Journal un salon décoré d’œuvres d’art japonaises. À partir de 1853 aux États-Unis, puis après 1855 en Europe, l’ouverture progressive du Japon au commerce international entraîne l’afflux en Europe de nombreux objets : paravents, éventails, laques, porcelaines, estampes… qui fascinent les artistes et amateurs d’art occidentaux. En 1856, Félix Bracquemond découvre la Manga d'Hokusai dans l'atelier de son imprimeur, Auguste Delâtre, au no 171, rue Saint-Jacques, où elle avait été utilisée pour caler un envoi de porcelaines. En reproduisant ses figures animales sur un service de porcelaine, réalisé en 1867 pour Eugène Rousseau, il deviendra le premier artiste européen à copier directement des artistes japonais.
Dès 1850 au moins, l'Hôtel Drouot organise une fois par an une vente publique d'objets d'art japonais. En Angleterre, l'achat d'œuvres japonaises par les institutions commence en 1852, puis leur étude influence l'apparition dans le mobilier d'un « style anglo-japonais » après 1862, qui privilégie sobriété et géométrie. De 1859 à 1861, des reproductions en noir et blanc d'ukiyo-e commencent à être publiées, notamment par Delâtre ou dans l'ouvrage Recueil de dessins pour l’Art et l’Industrie, du vicomte Adalbert de Beaumont et du céramiste Eugène-Victor Collinot, ainsi que dans les relations de l'expédition du Commodore Perry au Japon par Francis Hawks, traduites en 1856 par Wilhelm Heine puis en 1859 par Abraham Auguste Rolland, ou dans celles des voyages diplomatiques, repris en 1858, rapportées par le baron Charles de Chassiron ou par Laurence Oliphant et Sherard Osborn membres de la mission Elgin.
Les marchands de thé Decelle, à l’enseigne À l'Empire chinois, sise en 1857 au no 45, et de 1862 à 1885 au no 55, rue Vivienne, et Bouillette, à l’enseigne de La Porte chinoise, sise de 1855 à 1886 au no 36 de la même rue, commencent à vendre divers « articles de Chine, de l’Inde et du Japon », dont des estampes aux frères Goncourt en 1860, ou à Baudelaire en 1861, lequel rapporte dans une lettre de 1862 : « Il y a peu, j'ai reçu un paquet de « japonneries ». Je les ai distribuées à mes amis. » Félix Bracquemond et Alfred Stevens fréquentent également La Porte chinoise. De même, dès l’ouverture en 1861 ou 1862 de leur boutique E. Desoye, près du Palais des Tuileries et du Louvre, au no 220, rue de Rivoli, Monsieur et Madame Desoye se spécialisent dans l’art japonais et vendent des albums illustrés qui émerveillent Baudelaire. Ces commerces comptent rapidement de nombreux artistes parmi leurs clients dont, outre ceux précités, James Tissot, Henri Fantin-Latour ou Dante Gabriel Rossetti, puis Manet, Degas, Monet ou Carolus-Duran. Les estampes ornent leurs ateliers et même quelquefois leurs œuvres comme dans le portrait d'Émile Zola de Manet.
James McNeill Whistler rencontre probablement Félix Bracquemond chez Delâtre, qui imprime dès 1858 sa série d’eaux-fortes appelée le French set. Il voit également Stevens à Londres le 10 mai 1863, quelques jours après l'ouverture du Salon de peinture et de sculpture de Paris où Stevens expose plusieurs toiles, alors que Whister préfère présenter son tableau La Fille en blanc (Symphony in White, No. 1: The White Girl) au Salon des refusés, inauguré le 15 mai 1863. Puis, lors de son nouveau voyage à Paris, début octobre 1863, c’est au tour de Baudelaire de lui être présenté par l'intermédiaire de Henri Fantin-Latour ; tandis qu'avec James Tissot, rencontré au Louvre dès 1856, naîtra une certaine rivalité sur la primauté de l'usage de ce nouveau thème en peinture, selon la correspondance de Whistler de 1863 à 1865.
Ainsi, après avoir réalisé en janvier 1864 Pourpre et Rose : Le Lange Leizen du Six Marks, son premier tableau orientalisant figurant en fait une Chinoise, Whistler reçut de Fantin, en avril 1864, des objets de La Porte chinoise, sans doute visitée avec lui lors de ses voyages à Paris de 1863, et en emprunta d'autres à Rossetti, afin de réaliser trois tableaux à motifs japonais, dont Caprice en violet et or. Le paravent doré et La Princesse du pays de la porcelaine, qui seront achevés vers mars 1865, au moment même où Tissot en réalisait trois autres sur ce même sujet, dont La Japonaise au bain et Jeune femme tenant des objets japonais. Pour répondre à une demande de plus en plus pressante, d’autres magasins s’ouvrent dans les années 1870, comme en 1874 celui de Samuel Bing à l'enseigne de L'Art japonais au no 19, rue Chauchat, puis au no 22, rue de Provence et celui de Philippe Sichel, au no 11, rue Pigalle, qui publiera en 1883 Notes d'un bibeloteur au Japon, et leurs propriétaires entreprennent le lointain voyage au pays du Soleil-Levant.

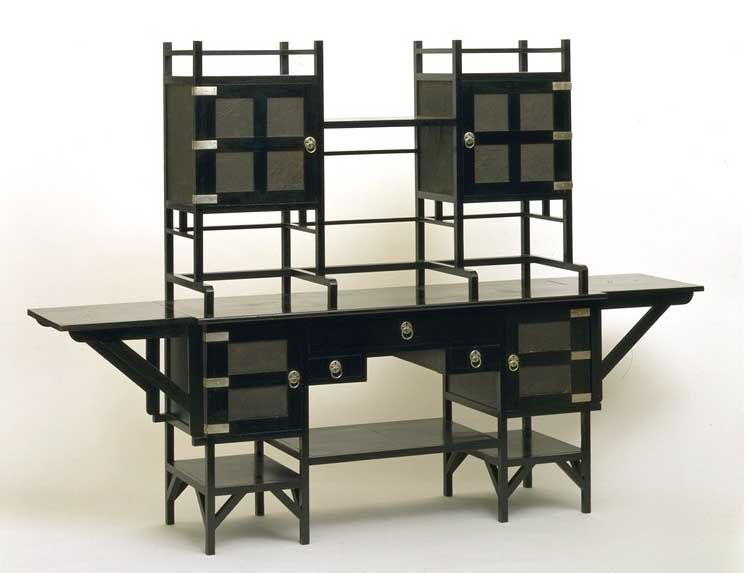
, buffet (1867–1870)

À l'exposition universelle de 1862 de Londres, Sir Rutherford Alcock, diplomate en poste au Japon depuis 1859, présenta sa collection personnelle de 612 objets japonais. Le designer Christopher Dresser (1834-1904) lui en acheta quelques-uns puis fut invité au Japon par le gouvernement japonais en 1876. Il est peut-être l'auteur de la chaise laquée, considérée comme précurseur du mobilier de style anglo-japonais, qui avait également été présentée par A .F. Bornemann & Co de Bath à l'exposition de 1862, et qui sera suivie par le mobilier réalisé par Edward William Godwin (en) à partir de 1867, notamment pour le château de Dromore. Sous l'influence japonaise, le mobilier de style Napoléon III utilise également la laque noire, parfois incrustée de nacre.
Lors de l’Exposition universelle de 1867 à Paris, le Japon présente pour la première fois, au Champ-de-Mars,, un pavillon national, réalisé sous la direction de l'architecte Alfred Chapon, une ferme artisanale, ainsi qu'une maison bourgeoise, construite par des artisans japonais sous le patronage du gouverneur de Satsuma, opposé au shogun et partisan de la restauration impériale, qui interviendra en octobre de la même année. Le Japon expose cette fois selon son libre choix, plusieurs milliers d'objet de ses différentes productions artistiques, artisanales et industrielles, outre les estampes figurant dans la section italienne ; tandis que Félix Bracquemond présente au public son « service Rousseau » et qu'Émile-Auguste Reiber expose pour la maison Christofle des objets imitant le travail mixte japonais de métal et de cloisonné, dont une cafetière,. À l'issue de l'exposition, 1 300 de ces objets sont vendus au public. Dès lors, l'art japonais commence à être apprécié à grande échelle. La même année, James Tissot aménage un salon japonais dans son hôtel particulier de l'avenue Foch.

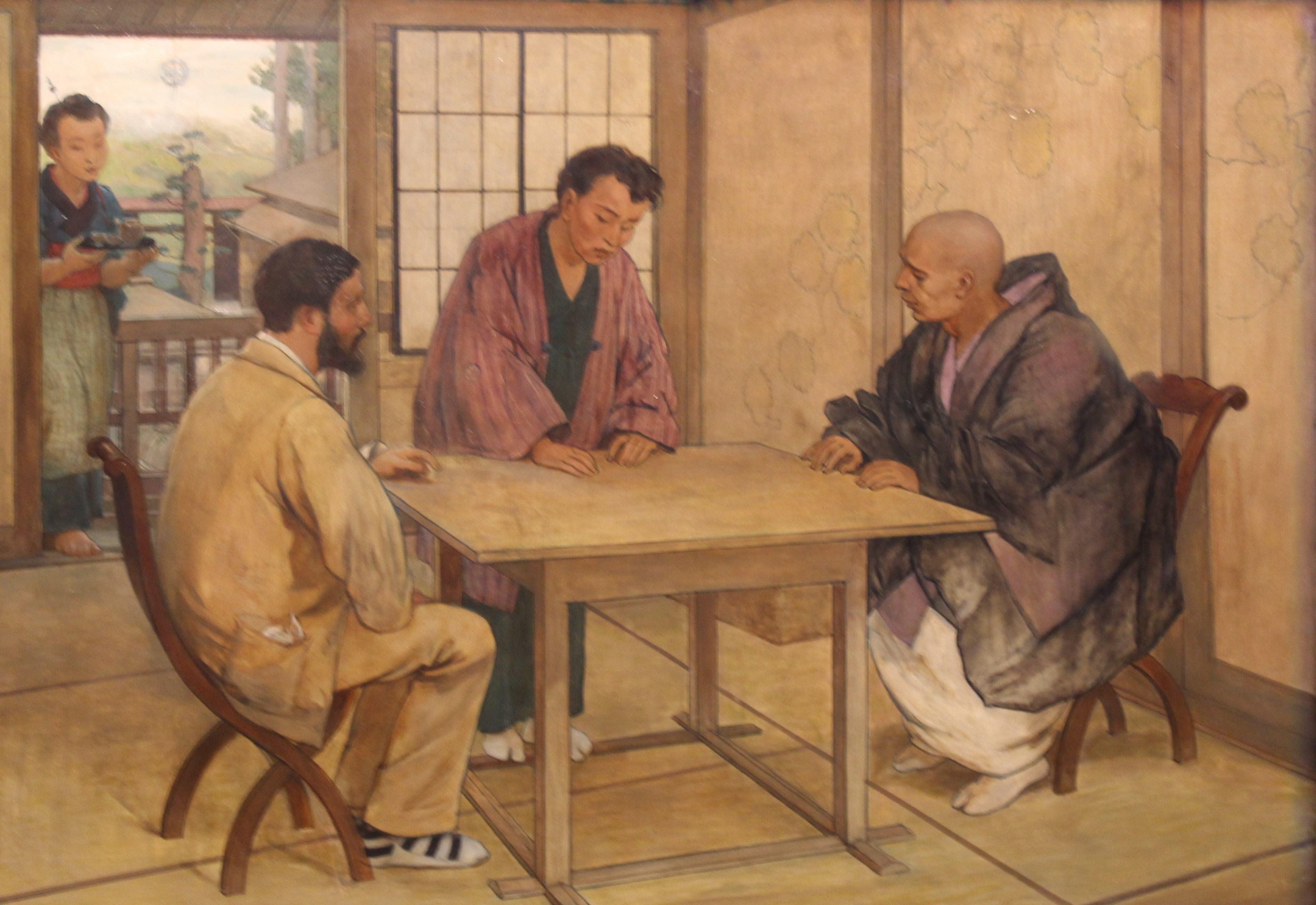
Rencontre entre Emile Guimet et un moine bouddhiste. huile sur toile de Félix Régamey, 1876, musée des Confluences, Lyon

Rendus possibles par la plus grande ouverture du Japon au monde extérieur, en 1868, avec l’ère Meiji, des collectionneurs et des critiques artistiques (Henri Cernuschi, Théodore Duret, Émile Guimet), des peintres (Félix Régamey),  entreprennent des voyages au Japon dans les années 1870 et 1880 et contribuent à la diffusion des œuvres japonaises en Europe, et plus particulièrement en France, tant et si bien que l'Exposition universelle de 1878 présente un bon nombre d'œuvres japonaises, notamment des collections Bing, Burty et Guimet et marque l'apogée de l'engouement pour le japonisme.
À partir de 1867, Gabriel Viardot, produit des meubles japonisants, suivi par la maison Ameublements Huguet. Vers 1870, Édouard Lièvre crée un atelier d'ébénisterie et réalise également de luxueux meubles dans ce style, dont en 1875 ceux de l'hôtel particulier du peintre Édouard Detaille, puis collabore avec d'autres ébénistes, comme Paul Sormani, ou des orfèvres comme Ferdinand Barbedienne et la maison Christofle. En 1877, Whistler réalise le décor de la Peacock Room (en) à Londres.

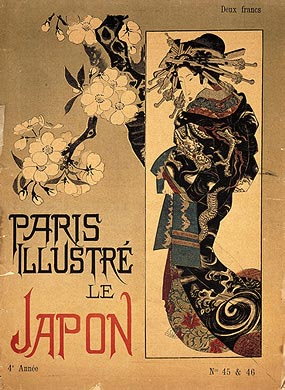
Couverture du Paris illustré, Hayashi Tadamasa, « Le Japon », vol. 4, mai 1886, nos 45-46.

Arrivé à Paris comme traducteur de la délégation japonaise à l’Exposition Universelle de 1878, Hayashi Tadamasa (ou Tasamasa) décide d'y rester et crée, en 1883, avec Wakai Oyaji, dit Kenzaburô (若井兼三郎), une entreprise d’importation d’objets d’art et d’estampes japonais, suivi par Iijima Hanjuro, dit Kyoshin (飯島 半十郎), le biographe d'Hokusai. En 1886, Tadamasa fait connaître aux Parisiens l'art et la culture de son pays à travers un numéro spécial du Paris illustré reprenant La Courtisane d'Eisen en couverture, dont Van Gogh peindra une copie l'année suivante. Tadamasa participe également au commissariat japonais de l’Exposition Universelle de 1889. En 1890, il ouvre une boutique au no 65, rue de la Victoire à Paris et, en 1894, lègue sa collection de gardes de sabres au Louvre et de céramiques au musée des Arts décoratifs en 1903. En onze ans d'activités et de voyages aller-retour au Japon, il recevra 218 livraisons, comptant notamment 156 487 estampes. Il collabore également activement aux livres Outamaro (1891) et Hokousai (1896), rédigés par Edmond de Goncourt, en lui procurant des traductions de textes japonais et d’innombrables renseignements. Louis Gonse, lui aussi, fait appel à ses connaissances pour son livre intitulé L’Art japonais.
Le roman de Pierre Loti, Madame Chrysanthème, publié en 1887, ne fait qu'accentuer et populariser cette mode du japonisme. Aux expositions universelles parisiennes de 1878, de 1889 et de 1900, le Japon est très présent à la fois par l'architecture, les estampes et par la production de céramiques. Des œuvres japonaises entrent dans les collections du musée du Louvre, grâce au legs d'Adolphe Thiers de 1884, et des œuvres religieuses sont également acquises en 1892. Pour l'exposition universelle de 1900, Hayashi Tadamasa réussit le fabuleux pari de faire venir de très grandes œuvres du Japon, l'empereur Meiji proposant même quelques pièces de sa collection personnelle.
Le mouvement toucha d'autres céramistes que Bracquemond, tels que ses amis Marc-Louis Solon et Jean-Charles Cazin, également condisciples avec Fantin-Latour de l'école de dessin de Horace Lecoq de Boisbaudran et réunis dans la Société japonaise du Jinglar fondée en 1867, de même que les grès émaillés, comme ceux de Carriès, les productions de la maison Christofle en métal cloisonné et patiné, Baccarat, Tiffany à New York, les décors textiles et la mode. L'ensemble de l'Art nouveau, dont Samuel Bing se fit à son tour le défenseur en consacrant sa galerie d'art à sa promotion à partir de 1895, comporte de nombreuses références et influences japonaises, notamment chez Émile Gallé.

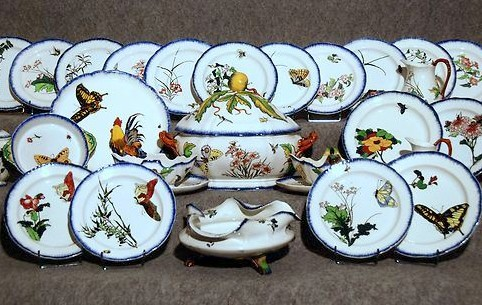
Félix Bracquemond, « Service Rousseau », édité de 1866 à 1875.
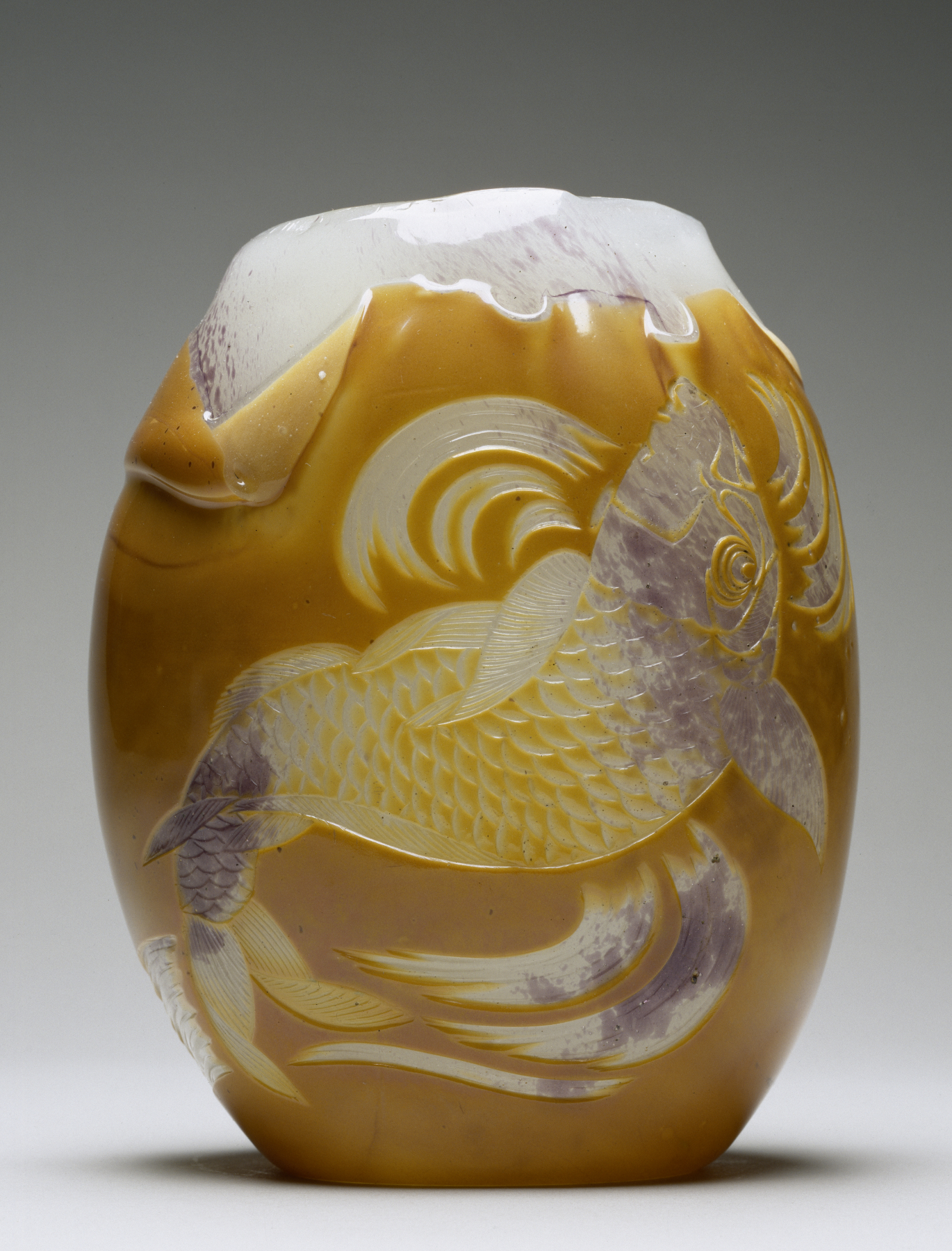
« Vase carpe », sur un modèle d´Eugène Rousseau, exécuté par les verriers Appert Frères (1878-1884).
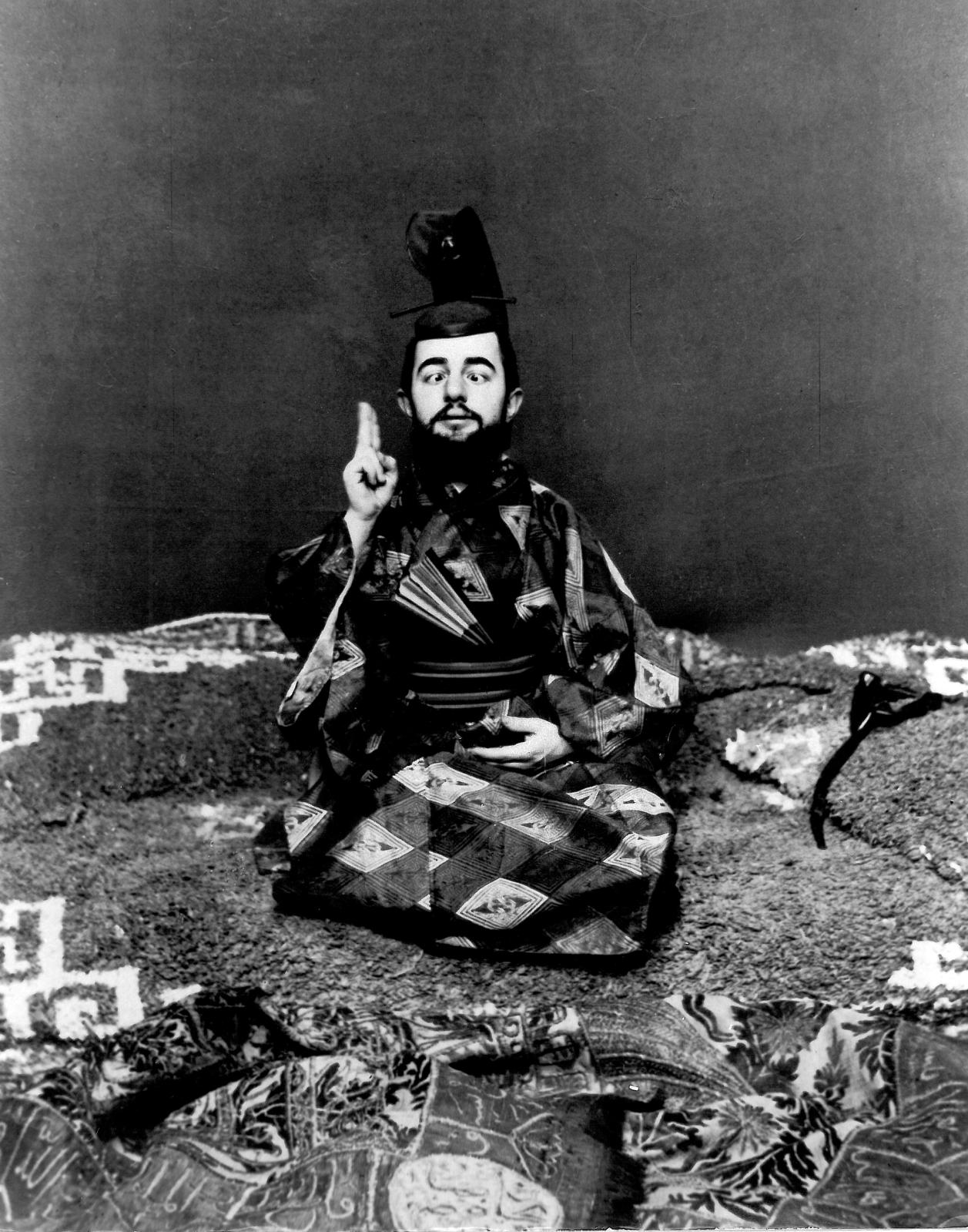
Maurice Guibert, Portrait de Toulouse-Lautrec au boa (vers 1887).
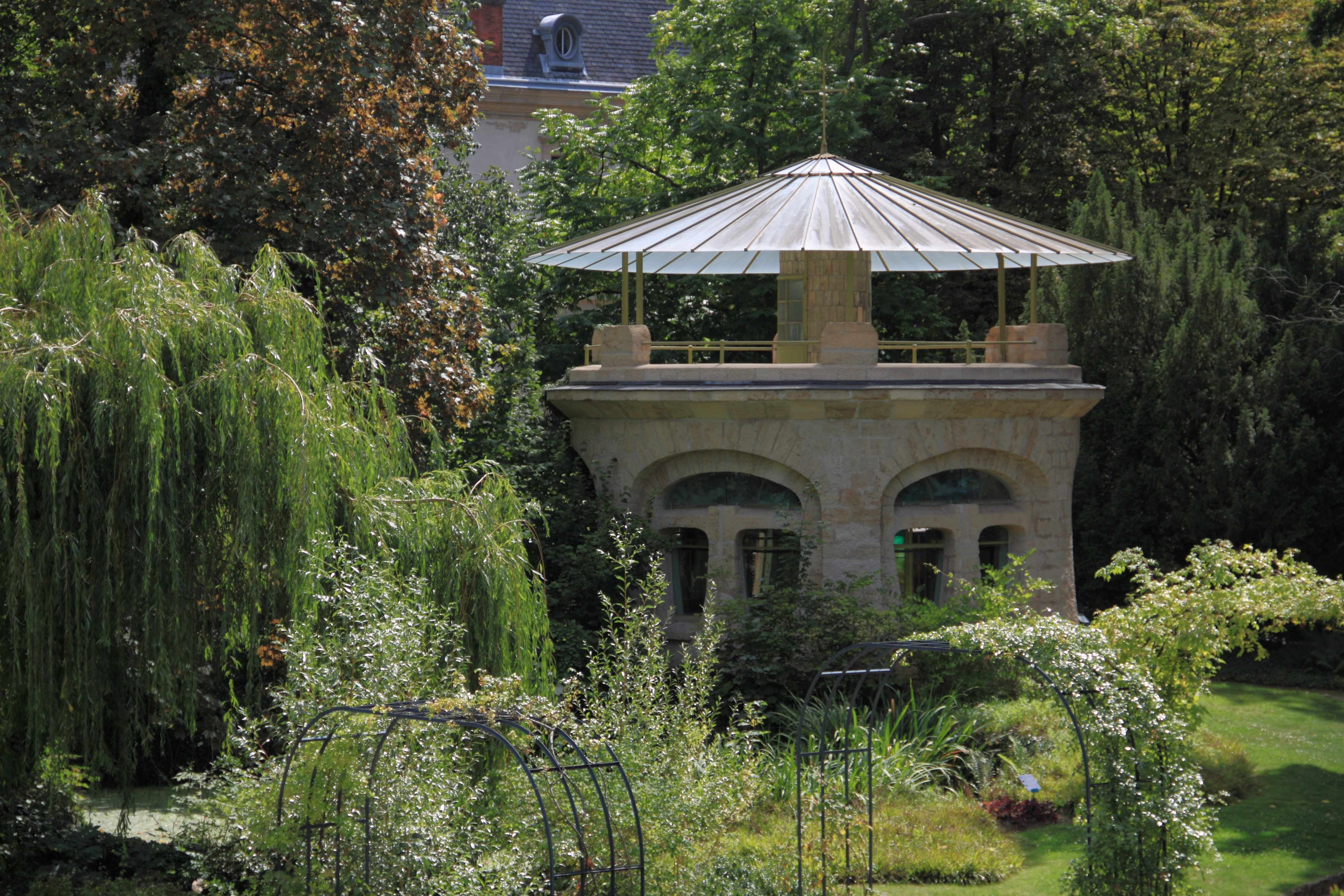
Pavillon-aquarium au musée de l'École de Nancy.

Outre Paul Claudel, qui fut ambassadeur au Japon, plusieurs personnalités et collectionneurs participent à populariser l'art japonais en France, comme Georges Clemenceau, qui participe à l'ouverture du musée Guimet en 1889, alors que le musée du Louvre accueille de l'art japonais en 1893 et qu'ouvre en 1898 le musée Cernuschi, consacré à l'art extrême-oriental.

## Japonisme dans les beaux-arts

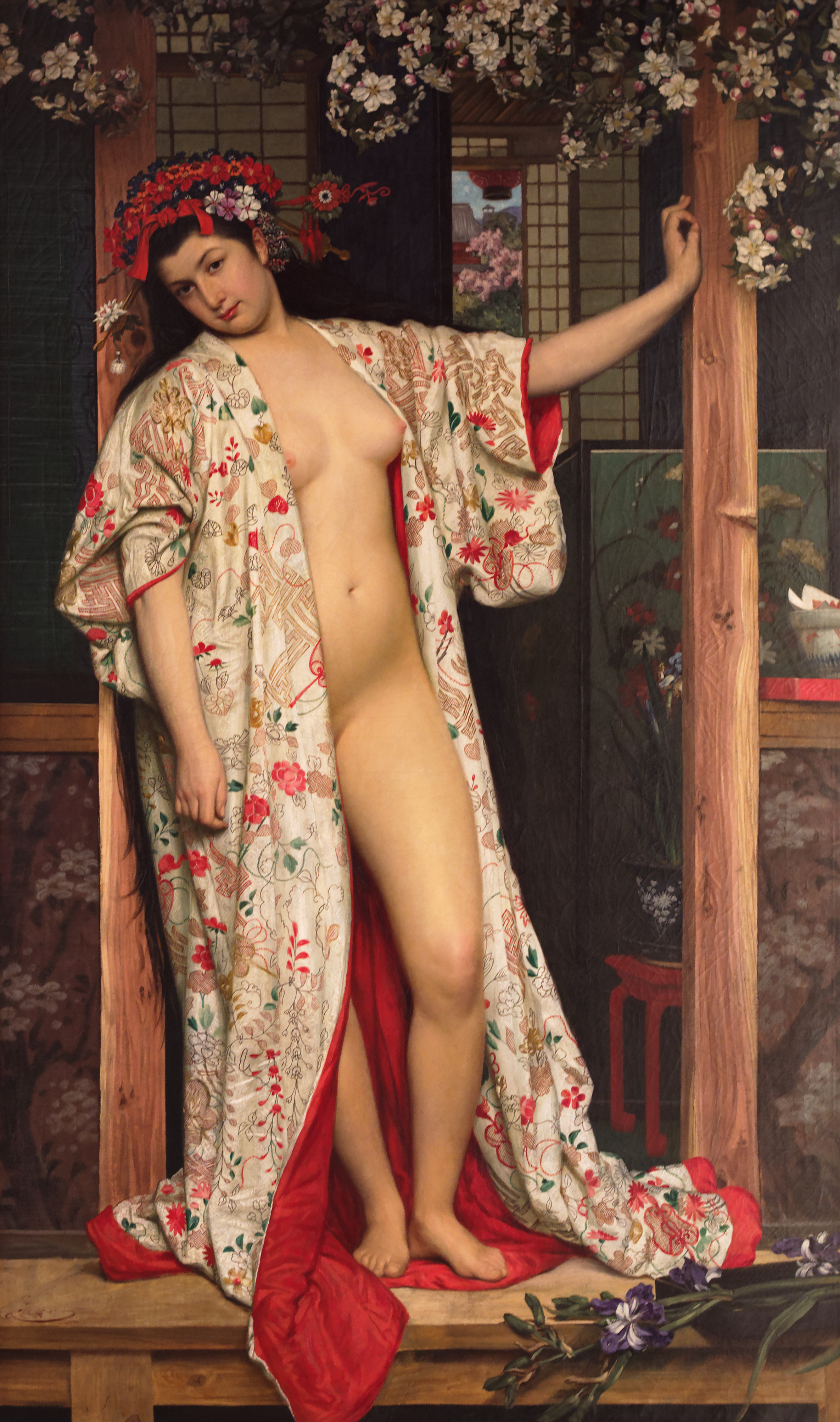
James Tissot, La Japonaise au bain (1864), - jamais exposé du vivant de Tissot - musée des beaux-arts de Dijon.

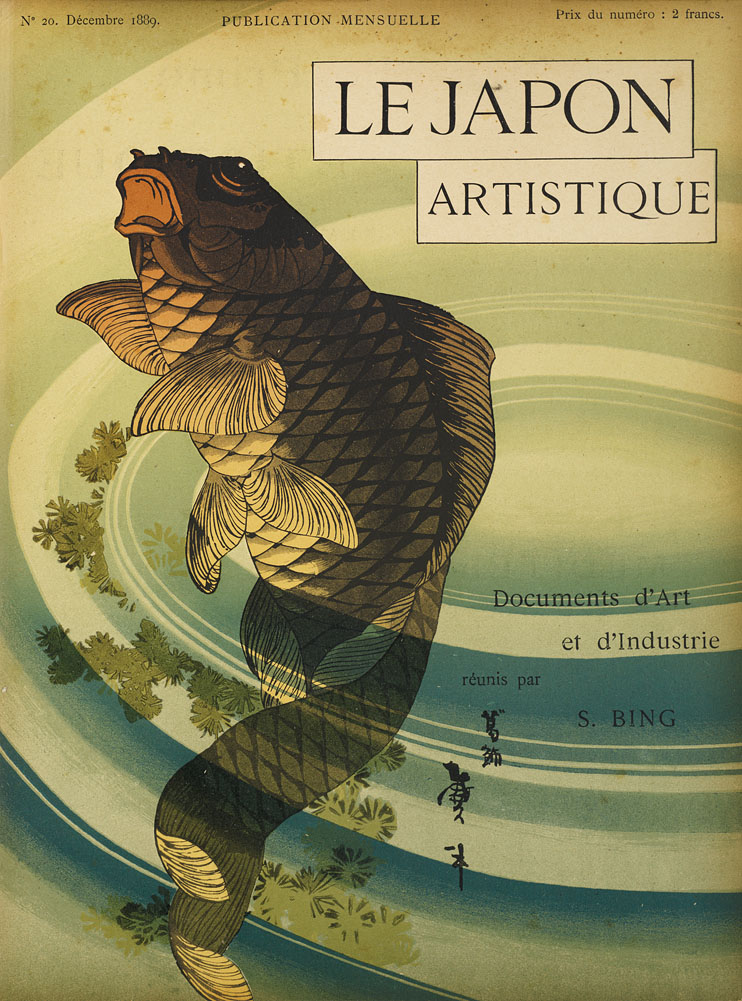
Le Japon artistique, revue fondée à Paris en 1888 par Siegfried Bing.

Les principaux artistes japonais qui influencèrent les artistes européens étaient Hokusai, Hiroshige et Utamaro. Des artistes très peu reconnus au Japon, car produisant un art considéré comme léger et populaire par les élites japonaises de l'époque. Le japonisme a donc sauvé des œuvres qui allaient disparaître et permis de développer une voie nouvelle de l'art japonais, permettant ainsi à l'archipel de célébrer ces artistes.
En retour, l'arrivée des occidentaux au Japon provoqua de nombreuses réactions chez les artistes japonais. Par exemple dans le domaine de la peinture, deux grandes écoles se formèrent : celle dite du nihonga (« voie japonaise »), qui eut tendance à perpétuer le canon de la peinture japonaise, et celle dite du yō-ga (« voie occidentale »), qui développa les techniques et les motifs de la peinture à l'huile (voir Kuroda Seiki et Kume Keiichirō, fondateur de la Société du cheval blanc, Hakuba-kai).
Cependant, le mouvement inverse du japonisme est nommé bunmeikaika (文明開化, du chinois wénmíng kaihua, « civilisation culturelle », « éclosion de la civilisation »). Il n'éveilla pas l'intérêt des artistes japonais, plus soucieux des effets de leur modernisation et de leur occidentalisation. Il a fallu attendre une longue période pour que des artistes et chercheurs japonais se penchent sur le japonisme.
Dès la fin des années 1850, certains artistes achètent des estampes japonaises à Paris, comme Whistler et Tissot, puis Monet qui en réunit 231, à partir de 1871, ou Rodin, qui en acquiert près de 200 après 1900. Fantin-Latour, Édouard Manet, Carolus-Duran, Mary Cassatt ou Giuseppe De Nittis firent également collection d'estampes japonaises ; tandis que Van Gogh s'en procure dès 1885 à Anvers et en possèdera plus de 400.
Si quelques artistes créèrent des imitations vulgaires des œuvres japonaises, beaucoup s'en inspirèrent au contraire afin de forger de nouveaux canons esthétiques, nourrissant notamment l'Art nouveau. 

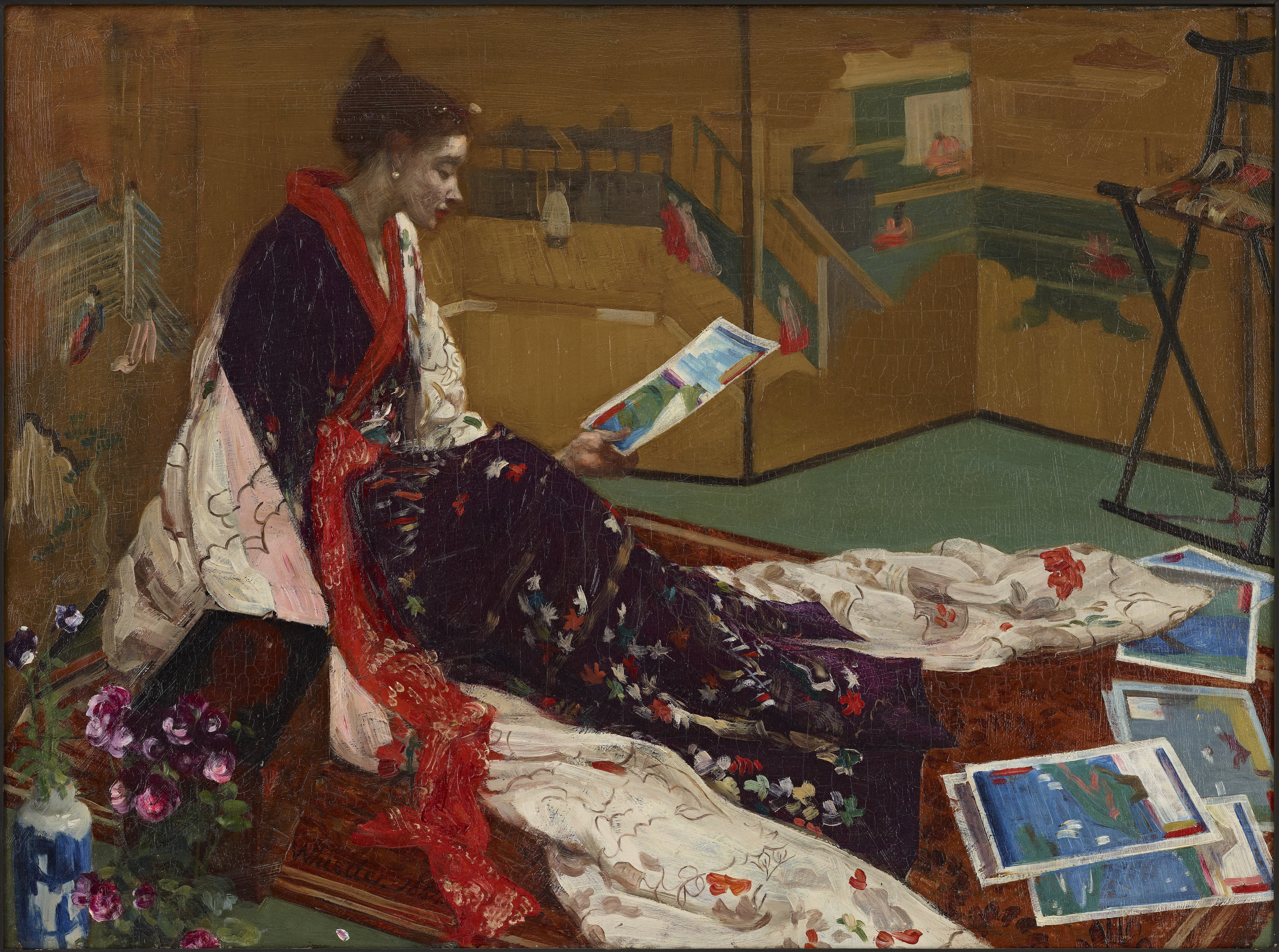
James McNeill Whistler, Caprice en violet et or. Le paravent doré (1864), Freer Gallery of Art, Washington.

Parmi les peintres européens et américains adeptes du japonisme jusque dans leurs œuvres, à partir de 1864,, on trouve Whistler,,, Tissot,, qui, en 1867 et 1868, donne des cours de dessin au prince Tokugawa Akitake, Rossetti, de Jonghe, Stevens, Degas, Manet, Monet, Van Gogh, Breitner, Renoir, Chase, etc., et même l'ukraino-polonaise Bilińska-Bohdanowicz, Klimt, Auburtin ou Gauguin puis, sous son influence, les Nabis, comme Bonnard et Vuillard, qui utilisent des formats japonais parfois montés en paravent. Camille Pissarro déclare pour sa part que les « artistes japonais me confirment dans notre parti pris visuel ». Confortés dans leurs convictions, les peintres voient dans l'art japonais une réponse à leurs aspirations et à leurs conceptions artistiques, comme les thèmes (la nature et la vie quotidienne), l'importance du trait, la simplification du dessin, les aplats de couleur et surtout la remise en cause des règles académiques et de la composition des sujets.
Alfred Stevens fréquente aussi la Porte Chinoise, où il se procure des objets d'Extrême-Orient qu'il introduit dans les intérieurs bourgeois de ses toiles. À l'Exposition universelle de 1867, il présente 18 peintures, dont L'Inde à Paris (dit aussi Le Bibelot exotique), que le critique d'art Robert de Montesquiou salue dans la Gazette des beaux-arts. Ce tableau, précédé par La Dame en rose de 1866, est suivi par La lettre de rupture vers 1867, et en 1868 par La collectionneuse de porcelaines, puis vers 1872 par une série de plusieurs toiles japonisantes. En 1893-1894, le peintre hollandais George Hendrik Breitner réalise également une série d'au moins 6 toiles de jeunes filles en kimono de différentes couleurs en s'inspirant de ses propres photographies.

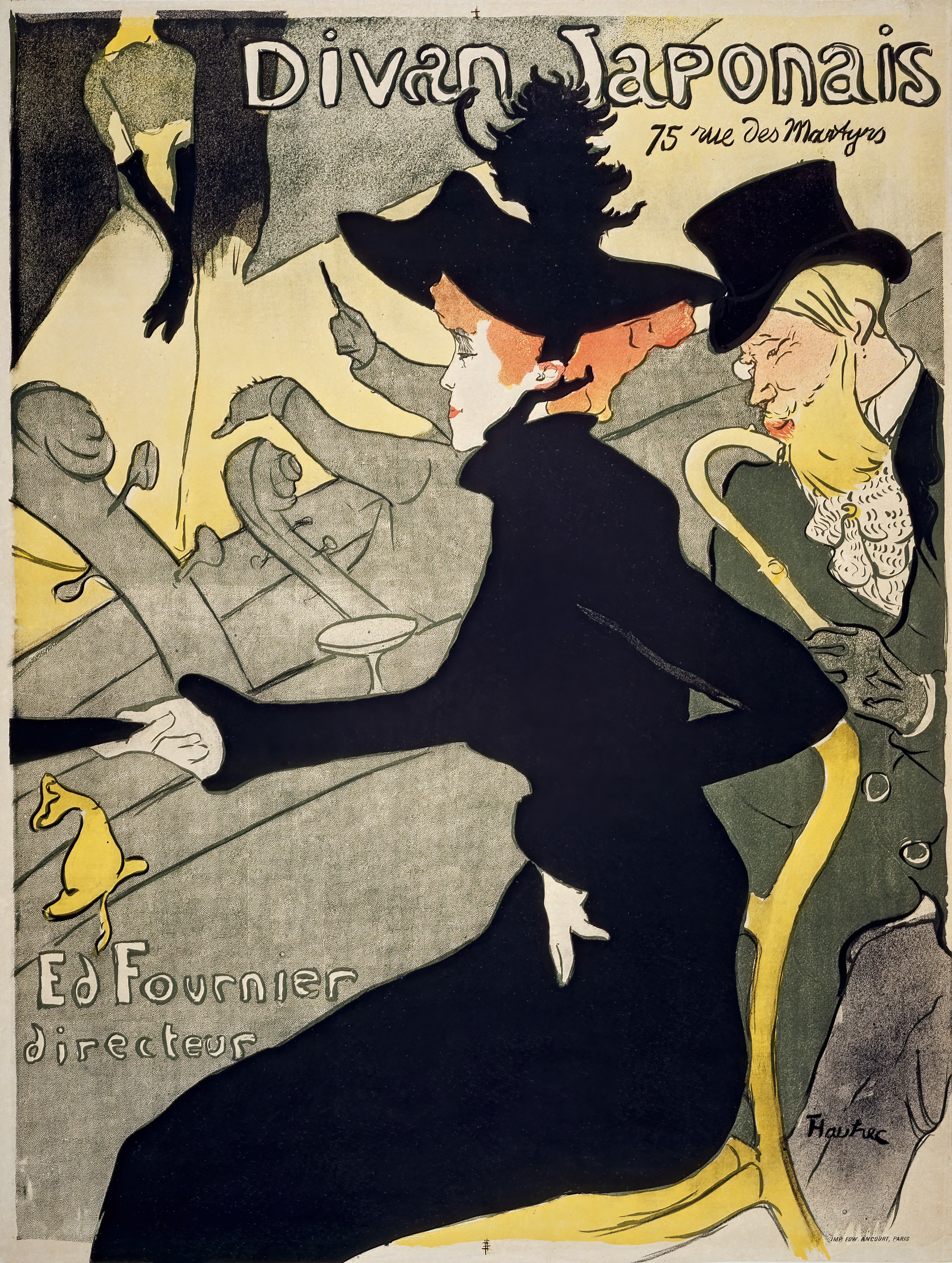
Divan japonais, affiche de Toulouse-Lautrec (1892-1893).

De grandes expositions d'estampes japonaises se tiennent également à Paris, qui participent à la diffusion d'une nouvelle esthétique. Outre les travaux critiques précurseurs de Philippe Burty, en 1873, Henri Cernuschi et Théodore Duret exposent, au Palais de l'industrie, les estampes et objets collectés lors de leur voyage de 1871-1873. En 1883, la galerie Georges Petit accueille une exposition rétrospective de l'art japonais de 3 000 objets, organisée par Louis Gonse, le directeur de la Gazette des beaux-arts. En 1888, dans sa galerie L'Art japonais, sise au no 22, rue de Provence, où se rencontrent beaucoup de critiques d'art et de jeunes peintres, Sigfried Bing présente une exposition historique de l'art de la gravure au Japon, et publie le premier numéro de sa revue mensuelle, Le Japon artistique, notamment lue par les nabis et Gustav Klimt. En 1890, grâce aux collections de ses amis, Bing organise, à l’École des beaux-arts de Paris, l'Exposition des maîtres japonais comprenant 760 estampes, dont l'affiche est conçue par Jules Chéret, l'un des précurseurs du nouveau graphisme dans les années 1880. Ces deux dernières expositions ont un impact sur l'art de l'affiche qui connait son « âge d'or » à la suite de la loi du 29 juillet 1881 sur la liberté de la presse. De 1909 à 1913, Raymond Koechlin consacre par ailleurs aux estampes six expositions au musée des Arts décoratifs.
En 1888, Auguste Lepère crée avec Félix Bracquemond, Daniel Vierge et Tony Beltrand, la revue L'Estampe originale, afin d'intéresser les artistes et les amateurs aux nouveaux procédés et tendances de la gravure, notamment en couleur. Dans cette période où le japonisme a une grande influence sur les arts décoratifs, Henri Rivière réalise à partir de cette date, de 1888 à 1902, Les Trente-six vues de la Tour Eiffel. En 1891, Félix Valloton renouvelle également la gravure sur bois, avec Paul Gauguin ou Émile Bernard et Toulouse-Lautrec révolutionne à son tour l'art de l'affiche, en dessinant la même année celle destinée au célèbre cabaret ouvert en 1889, intitulée Moulin-Rouge - La Goulue. Toujours en 1891, l'affiche France-Champagne et le paravent Femmes au jardin réalisés par Pierre Bonnard, le « nabi japonard », puis entre 1895 et 1909 les œuvres gravées en couleurs sur bois d'Amédée Joyau, portent aussi la marque du japonisme. De la même manière, l'artiste américaine Mary Cassatt réalise vers 1890-1891 une estampe directement inspirée de la technique et de l'esthétique ukiyo-e, La Toilette.

Les peintres initiateurs du japonisme (1864-1877)
La Princesse du pays de la porcelaine, James McNeill Whistler (1864-1865)[45].
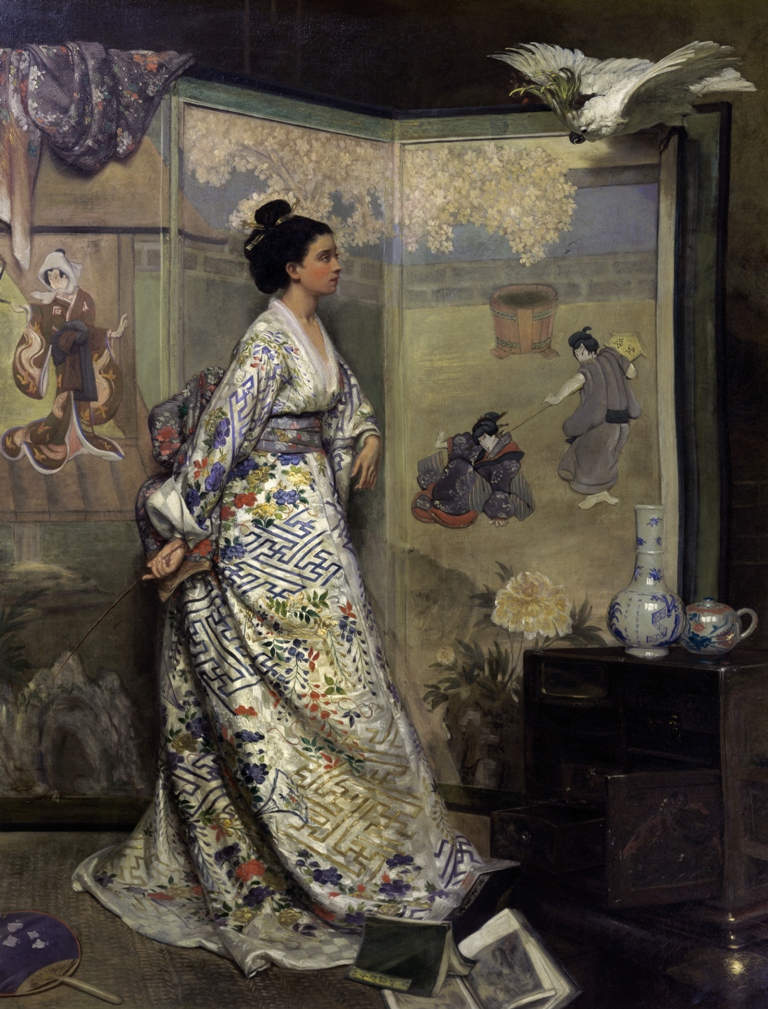
Gustave Léonard de Jonghe, L'Éventail japonais ou L'Admiratrice du Japon (vers 1865).
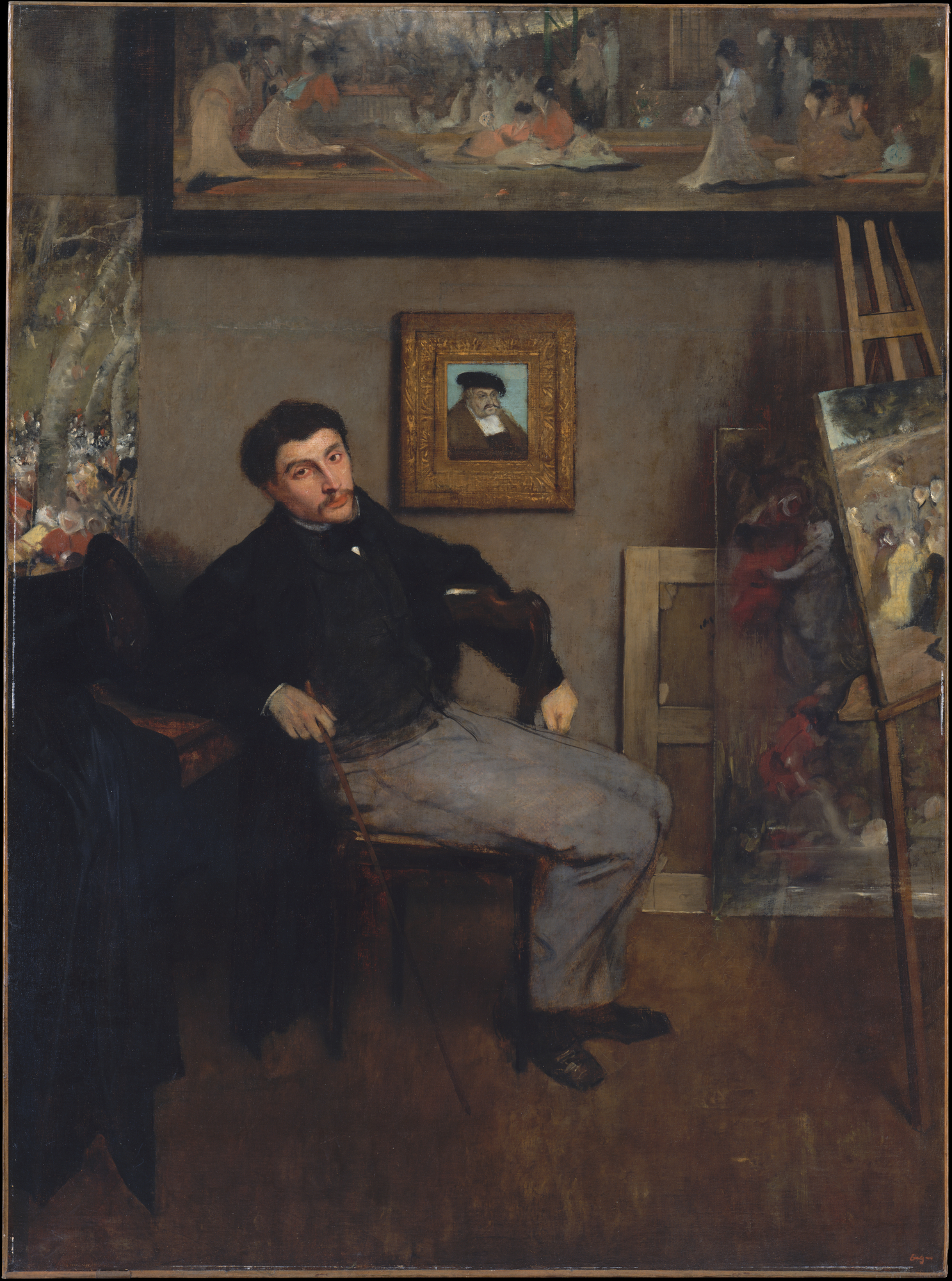
Portait de James Tissot, Edgar Degas (1867-1868).
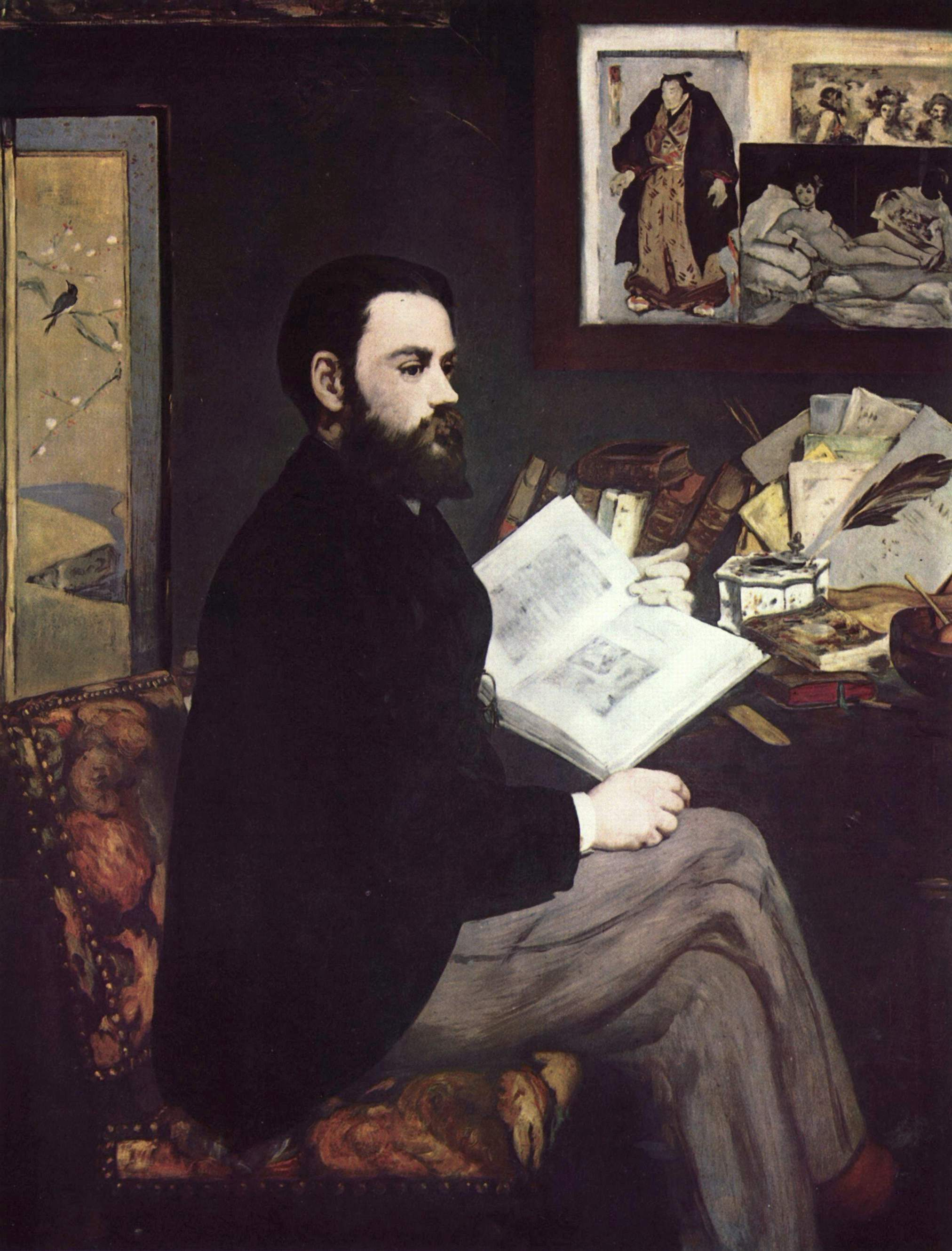
Portrait d'Émile Zola, Édouard Manet (1868).
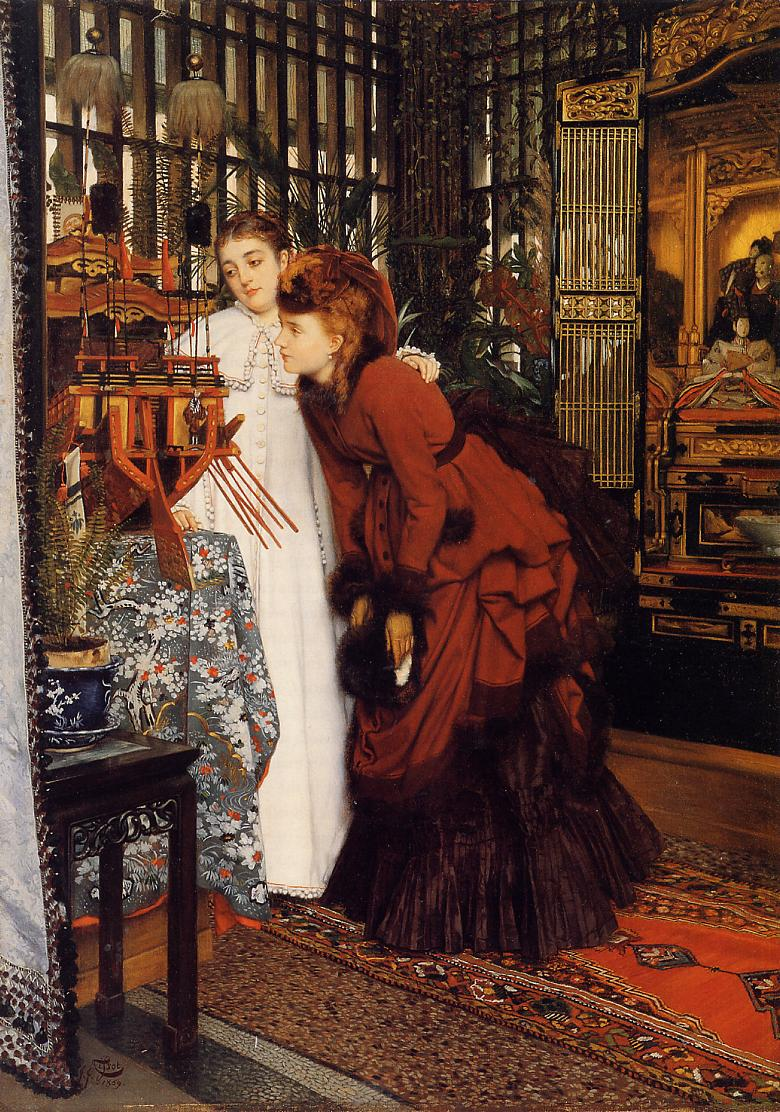
Jeunes femmes regardant des objets japonais, James Tissot (1869).
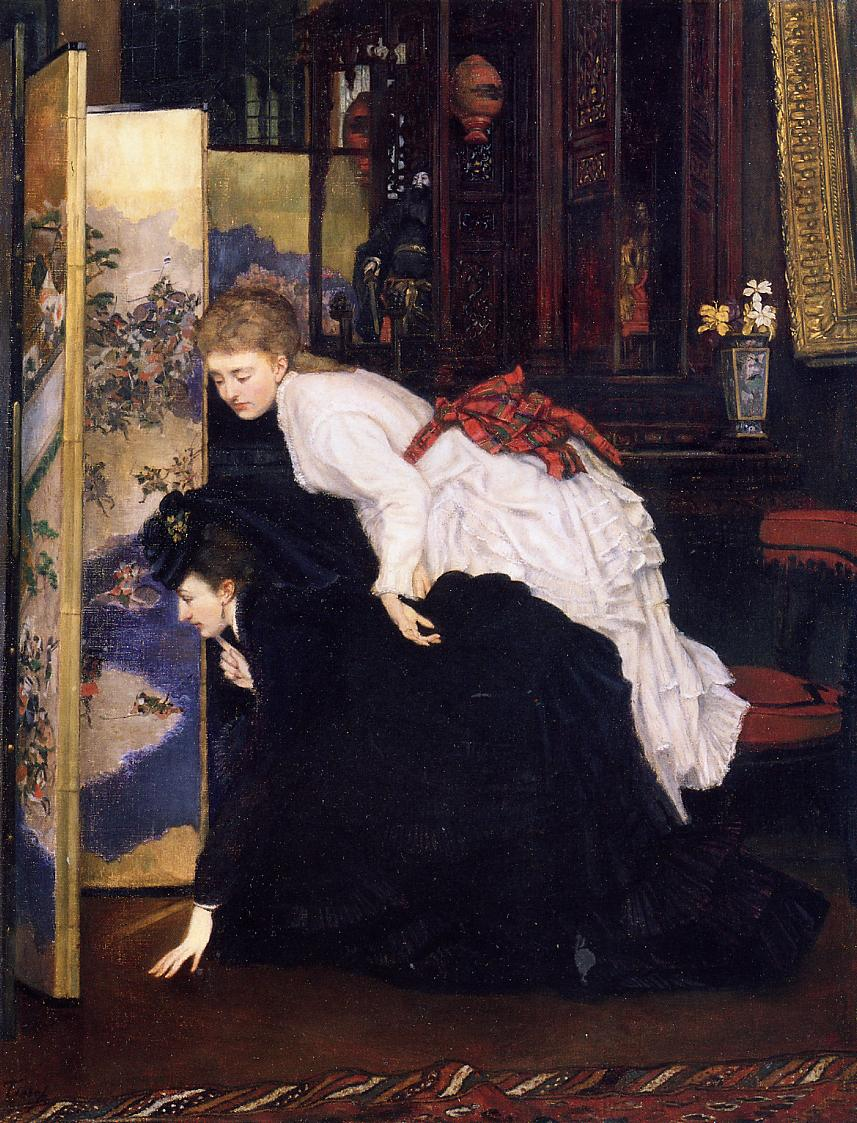
Jeunes femmes regardant des objets japonais, James Tissot (vers 1870).
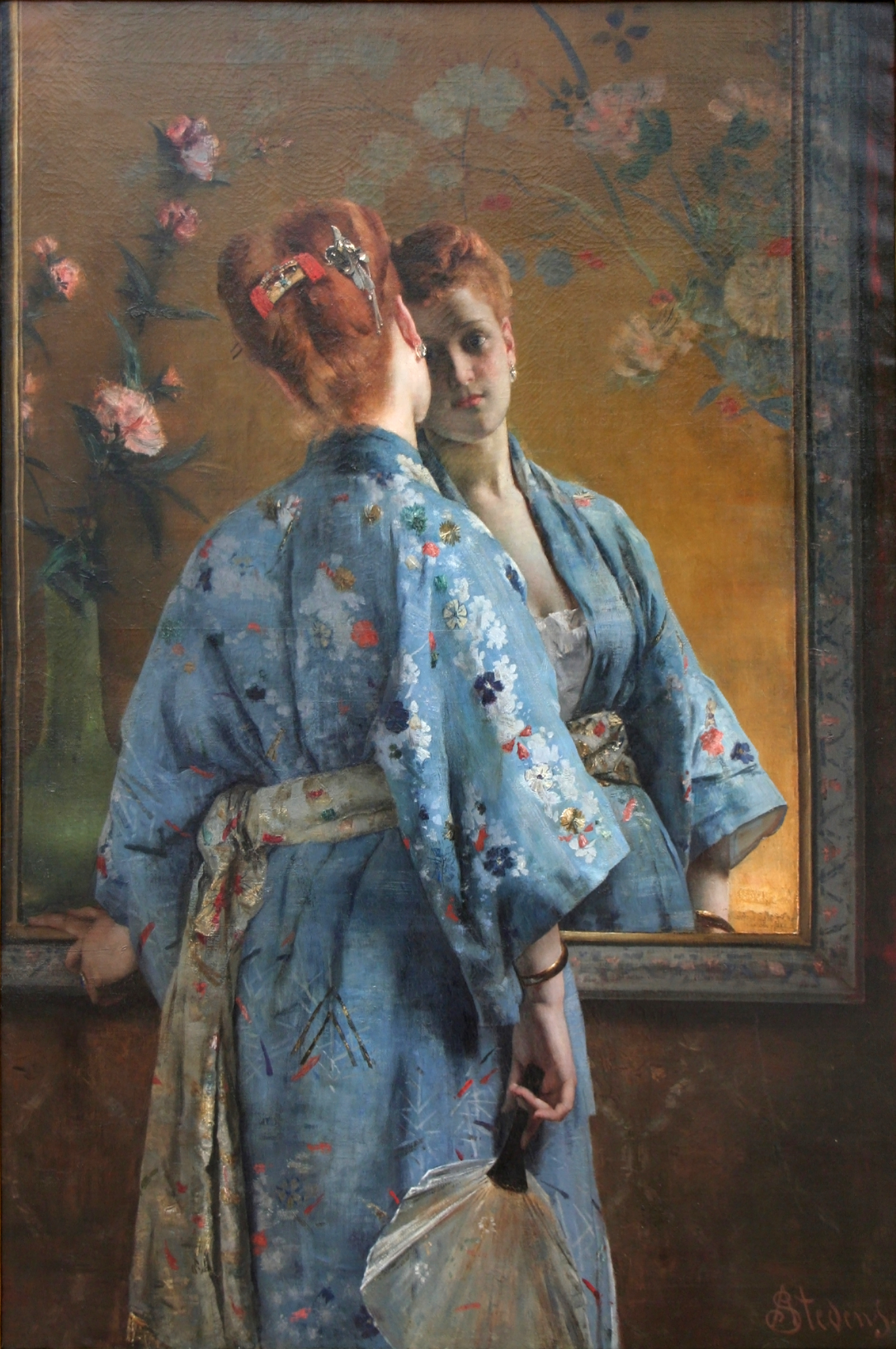
La Parisienne japonaise (nl), Alfred Stevens (1872).
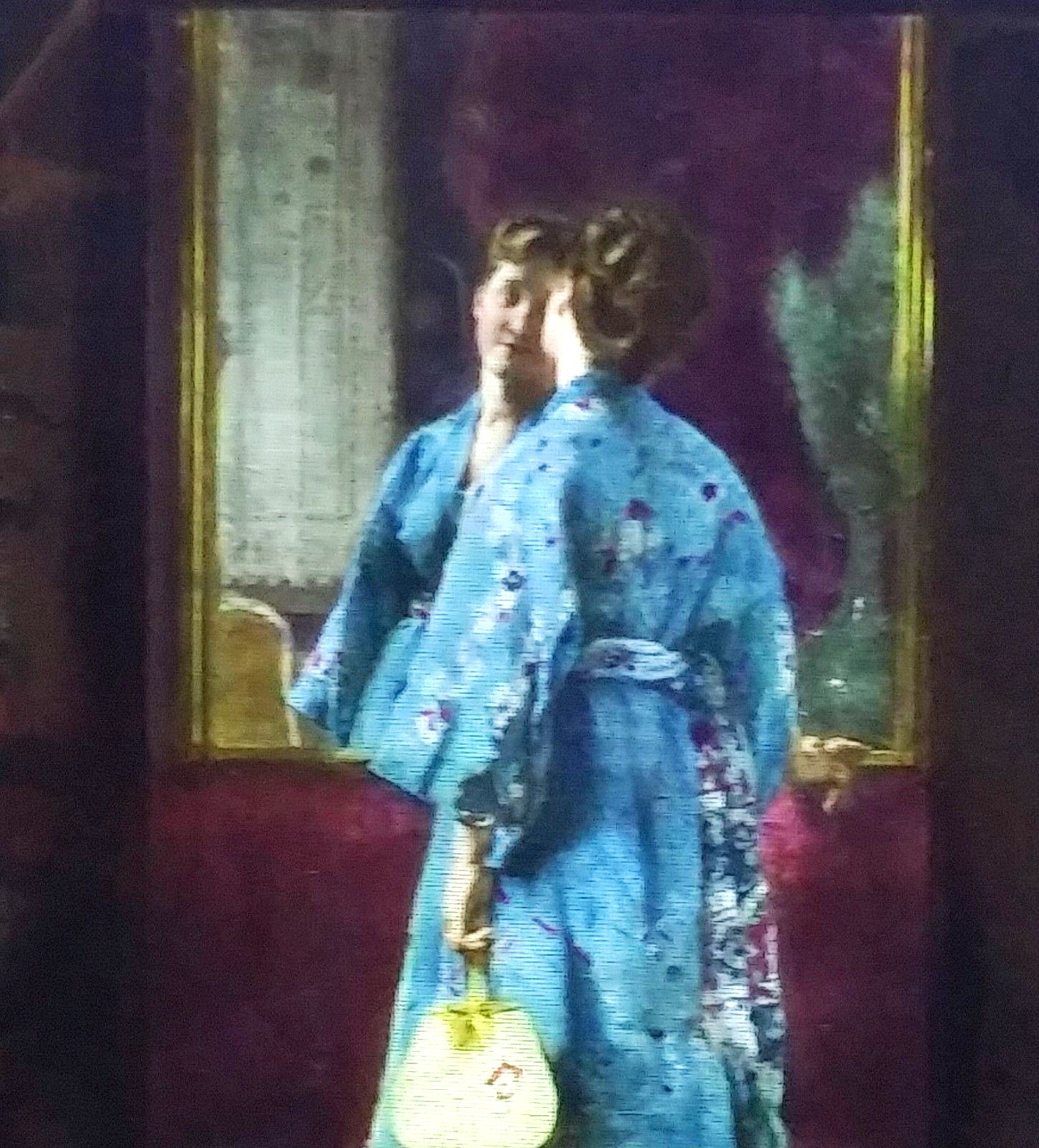
La Robe japonaise, Alfred Stevens (vers 1872).
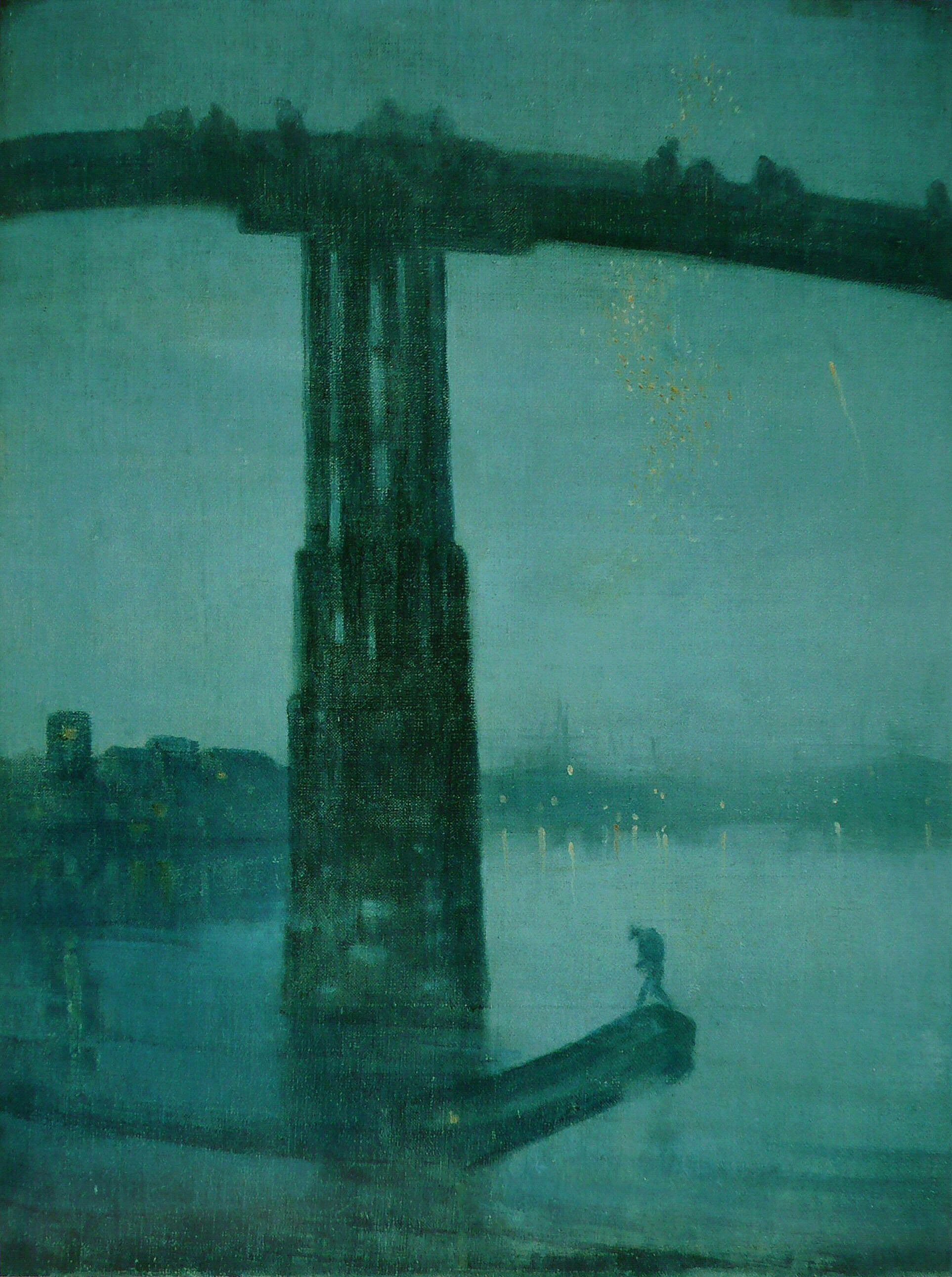
Nocturne en bleu et or - le Vieux Pont de Battersea, James McNeill Whistler (1872-1875).
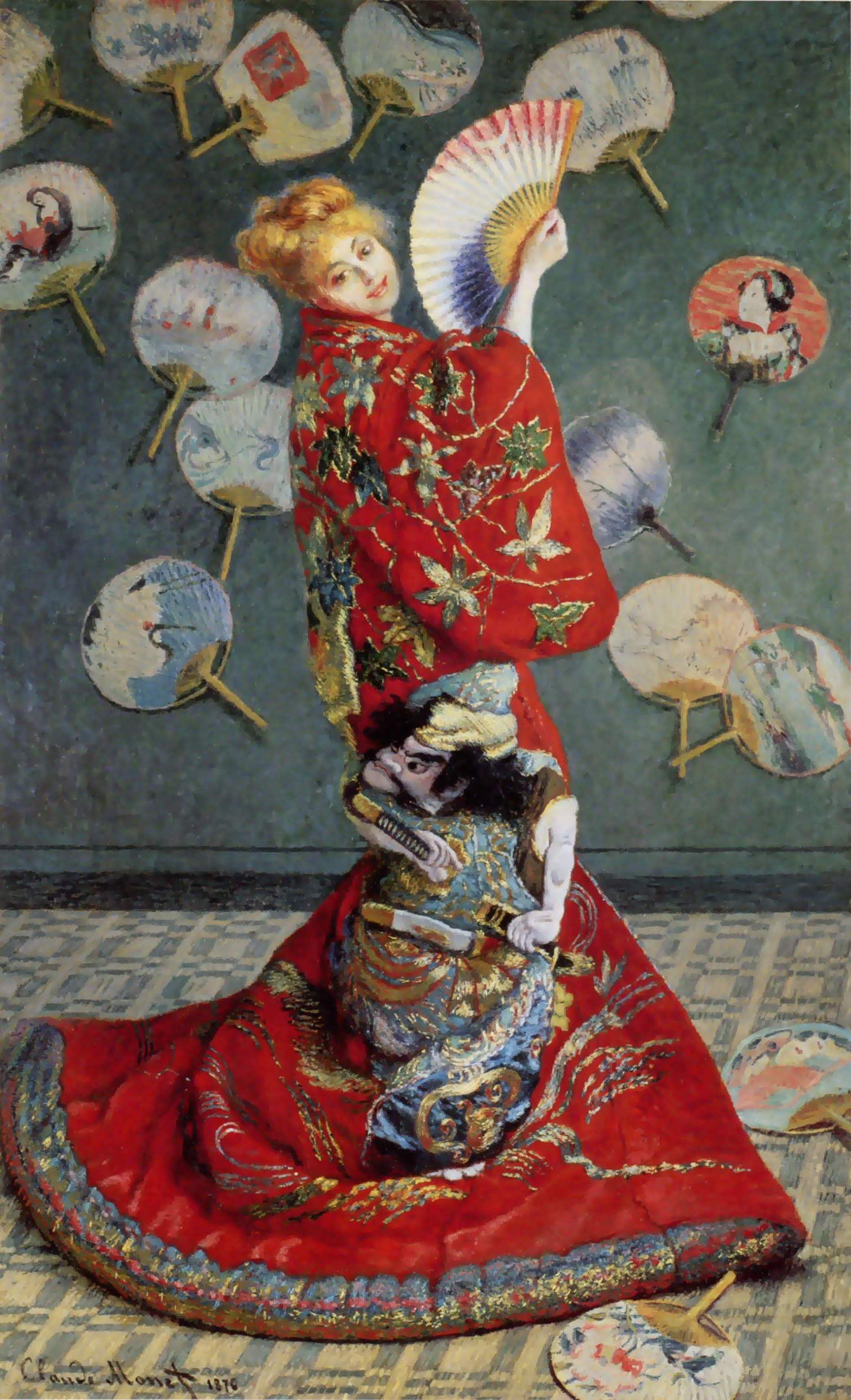
La Japonaise, Claude Monet (1876).
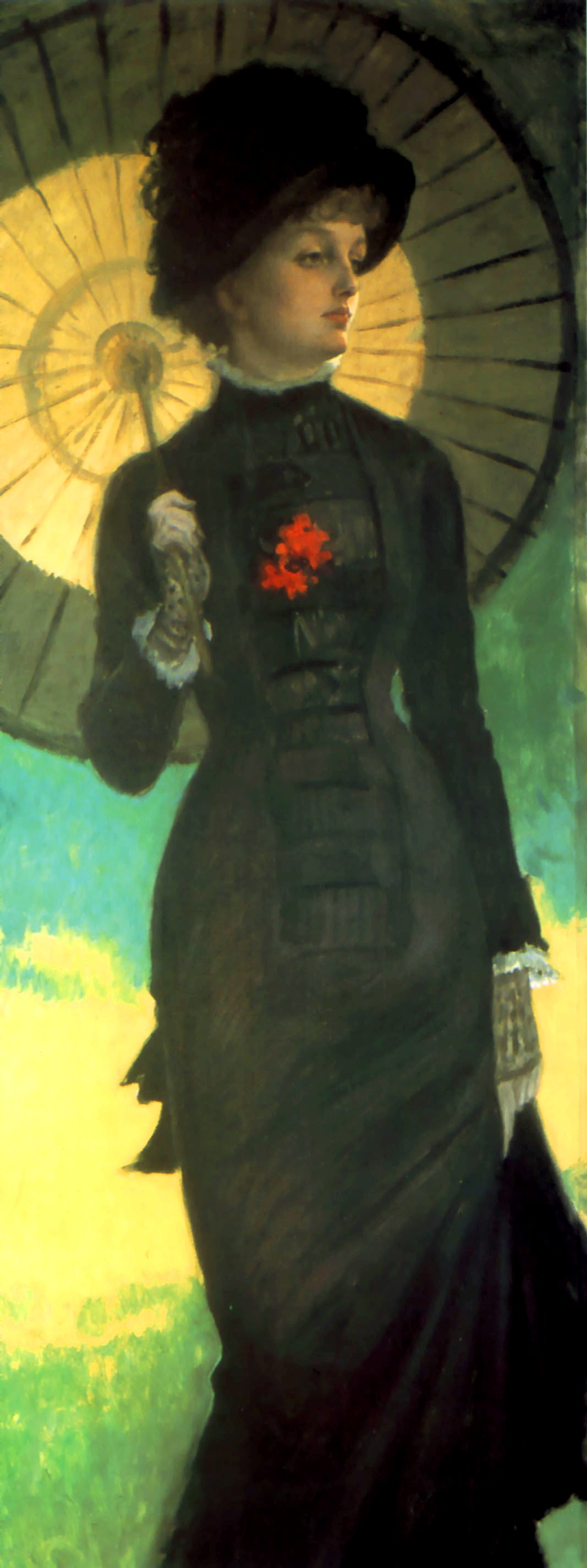
Kathleen Newton à l'ombrelle, James Tissot (vers 1877).

La diffusion du japonisme (1878-1900)
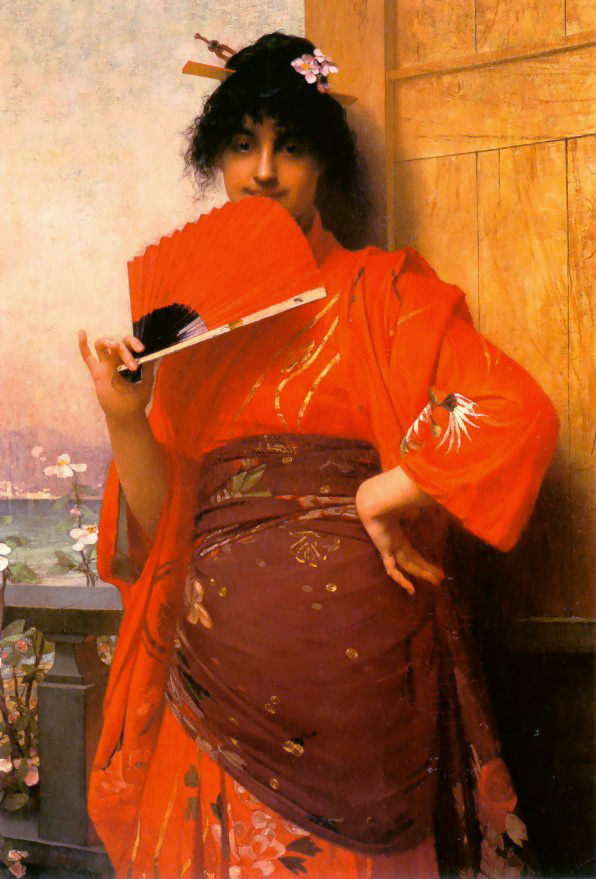
Une Japonaise, Jules Lefebvre (1882).
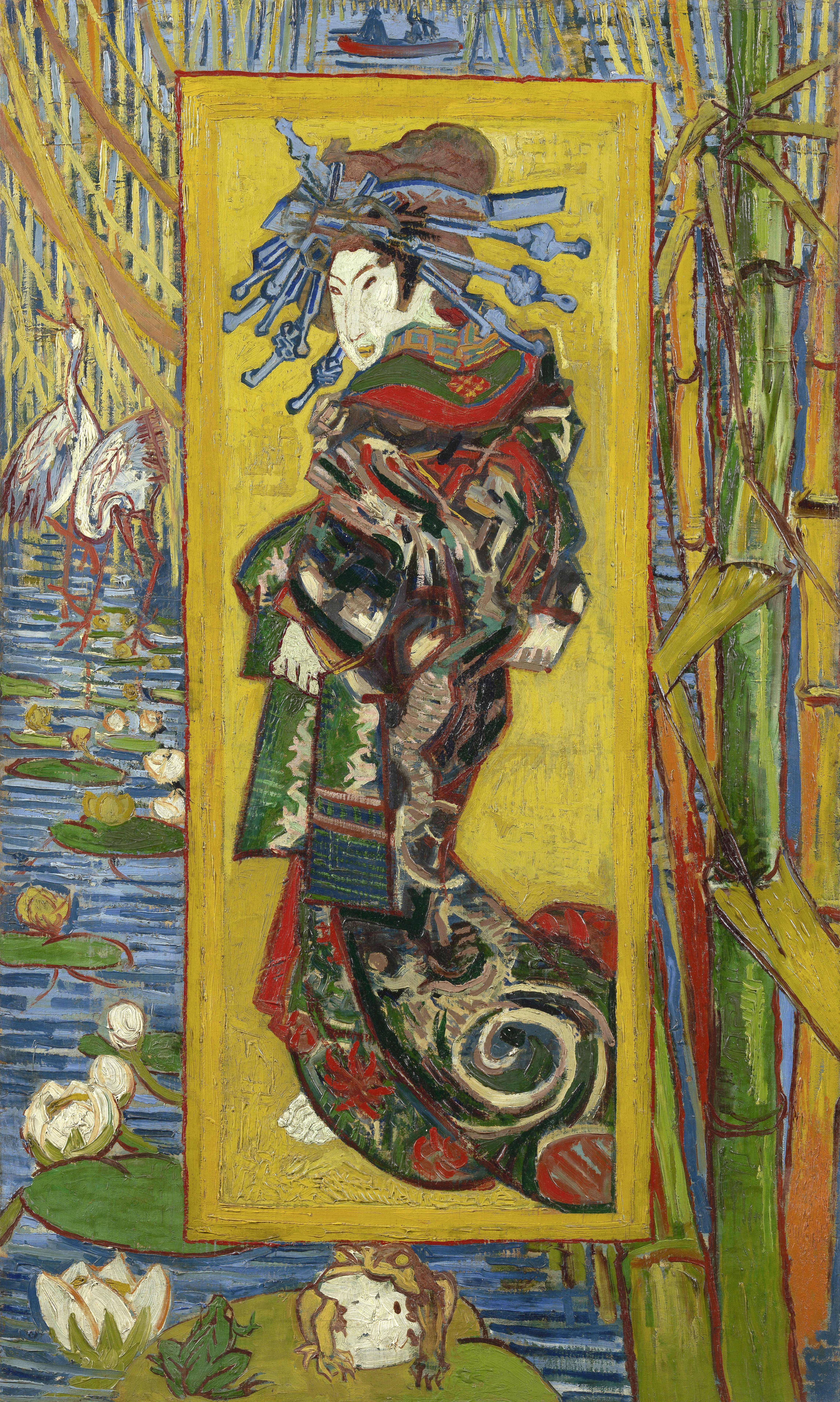
La Courtisane (d'après Eisen), Van Gogh (1887).
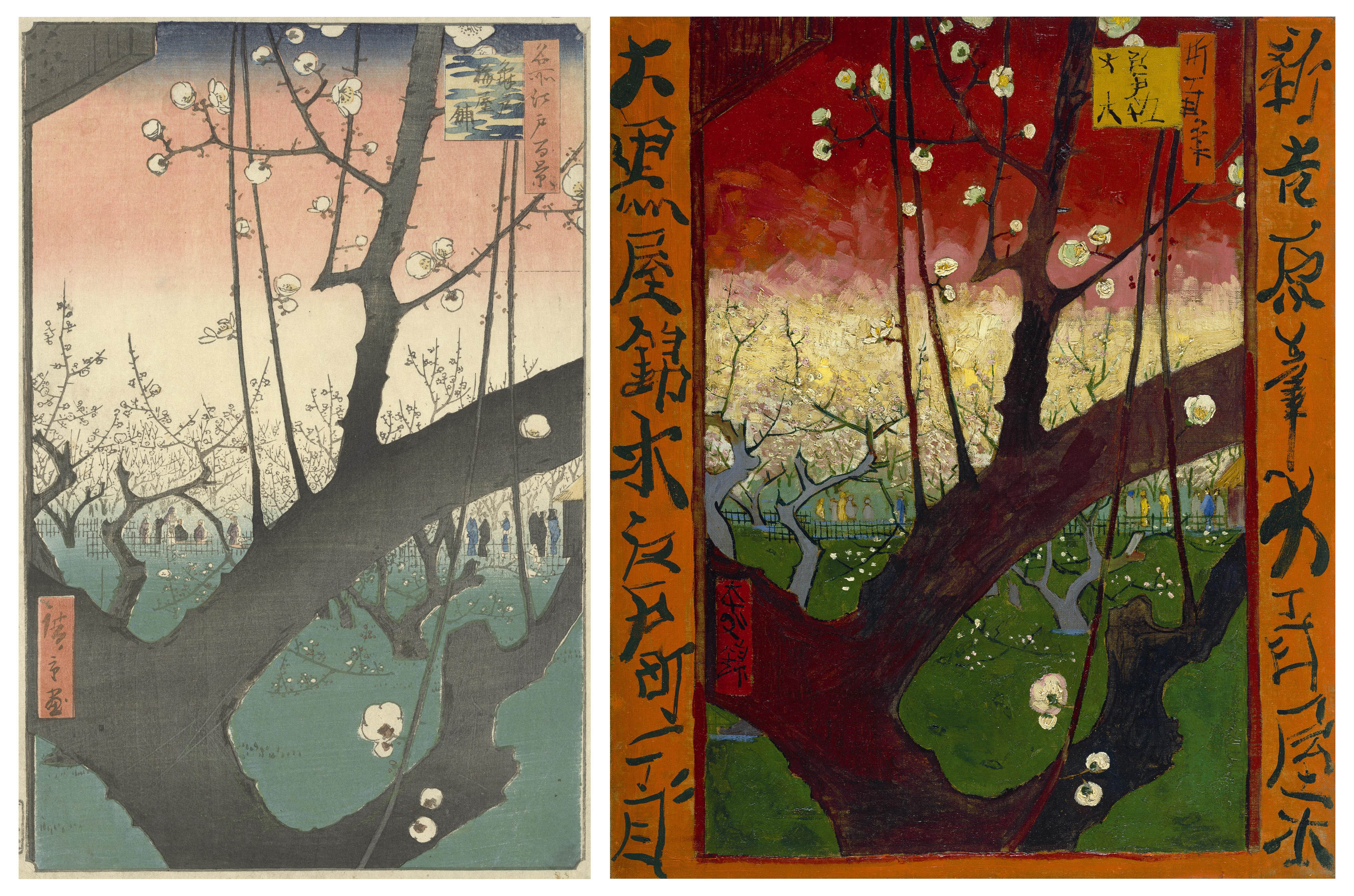
À gauche : Hiroshige, Cent vues d'Edo, no  30, Pruneraie à Kameido (1857), à droite : Van Gogh, Japonaiserie. Pruniers en fleurs (1887), musée Van Gogh, Amsterdam.
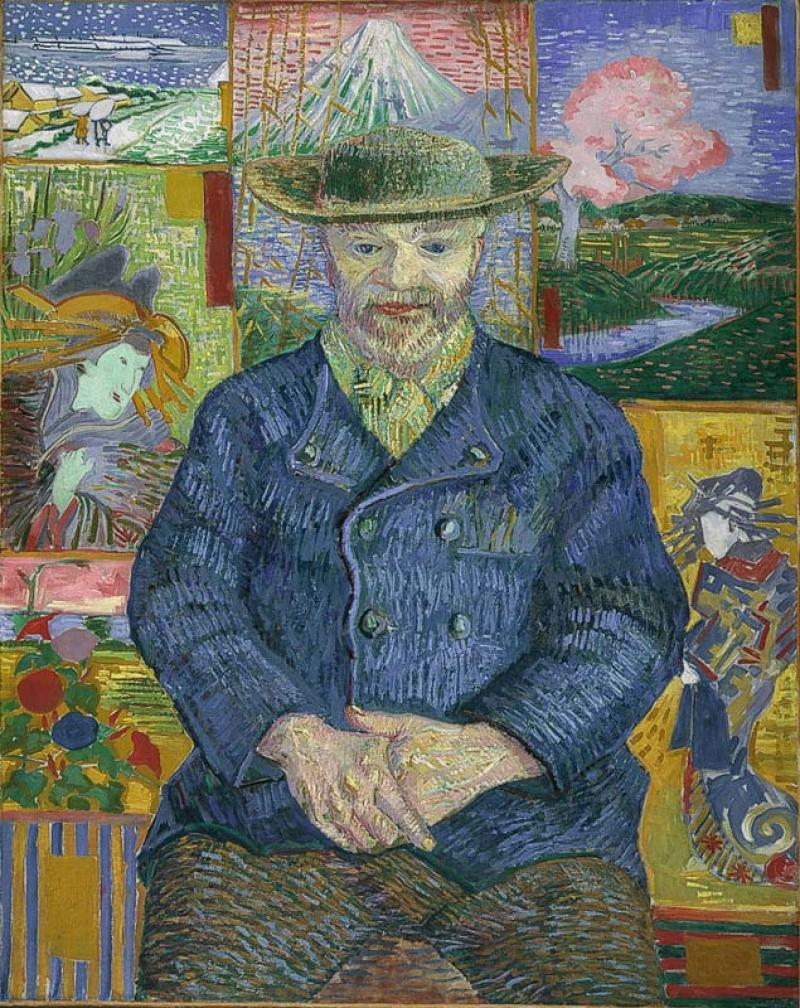
Portrait du Père Tanguy, Van Gogh (1887). Exemple de l'influence de l'ukiyo-e en Europe.
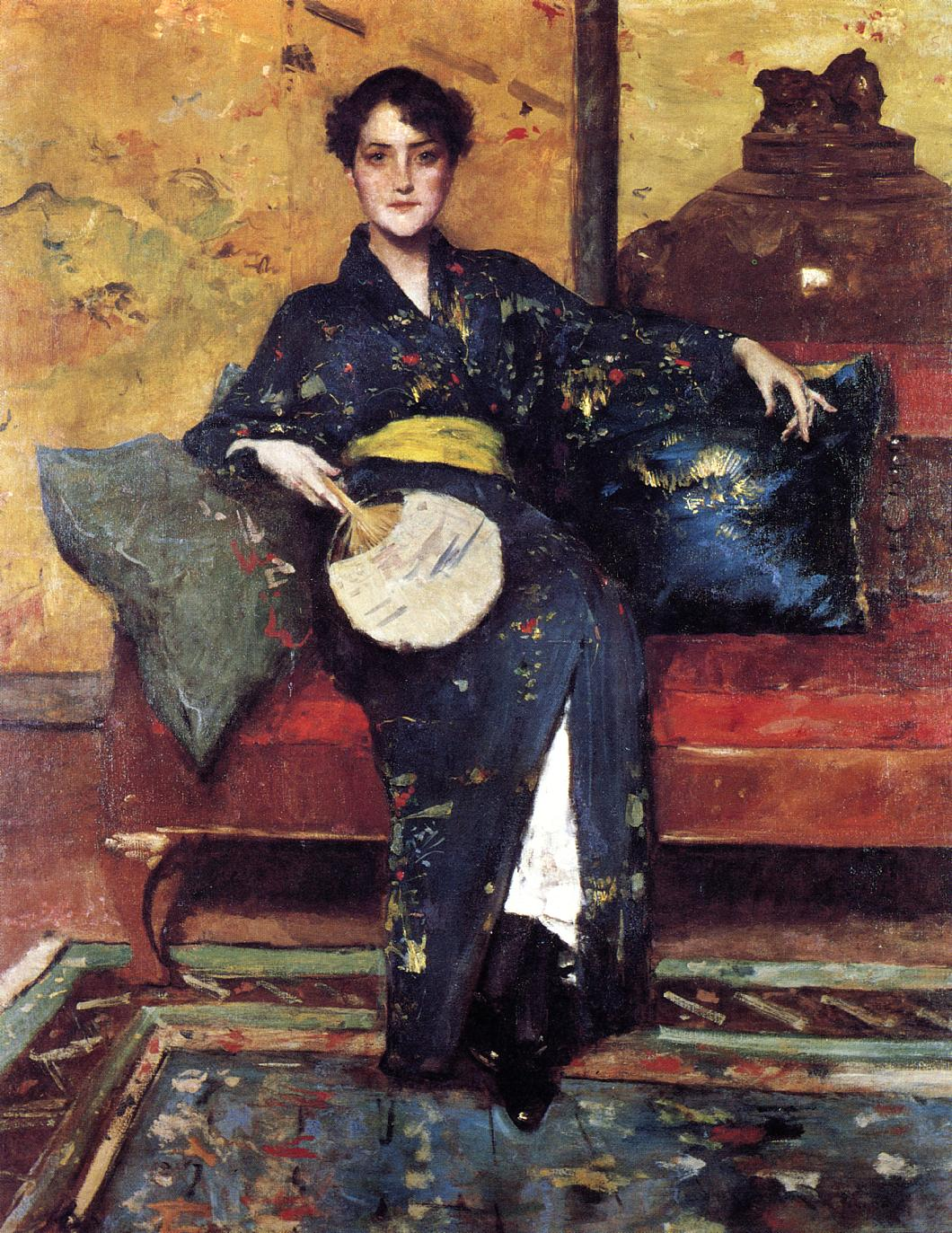
Le Kimono bleu, William Merritt Chase (1888).
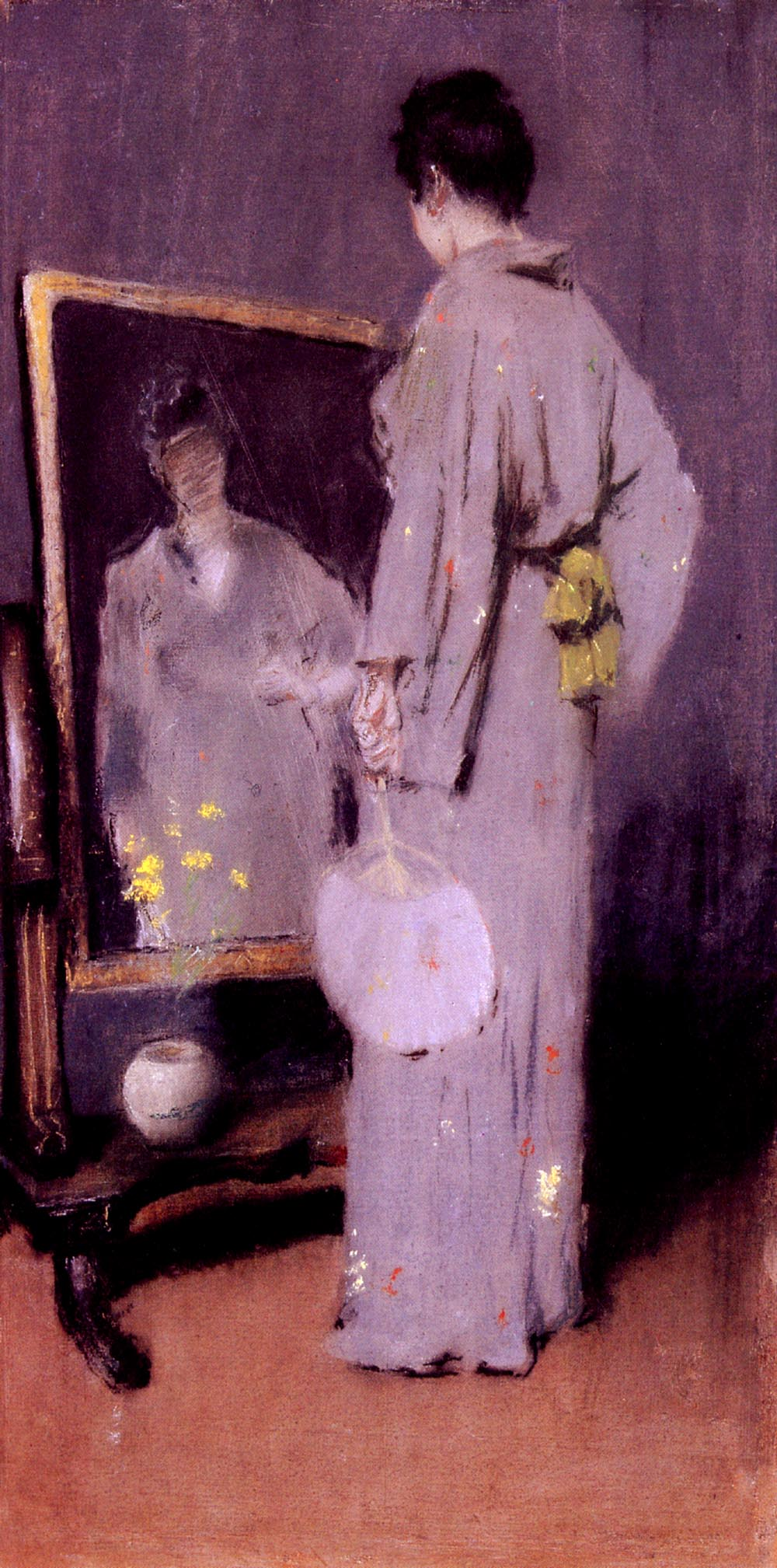
La Toilette, William Merritt Chase (1889).
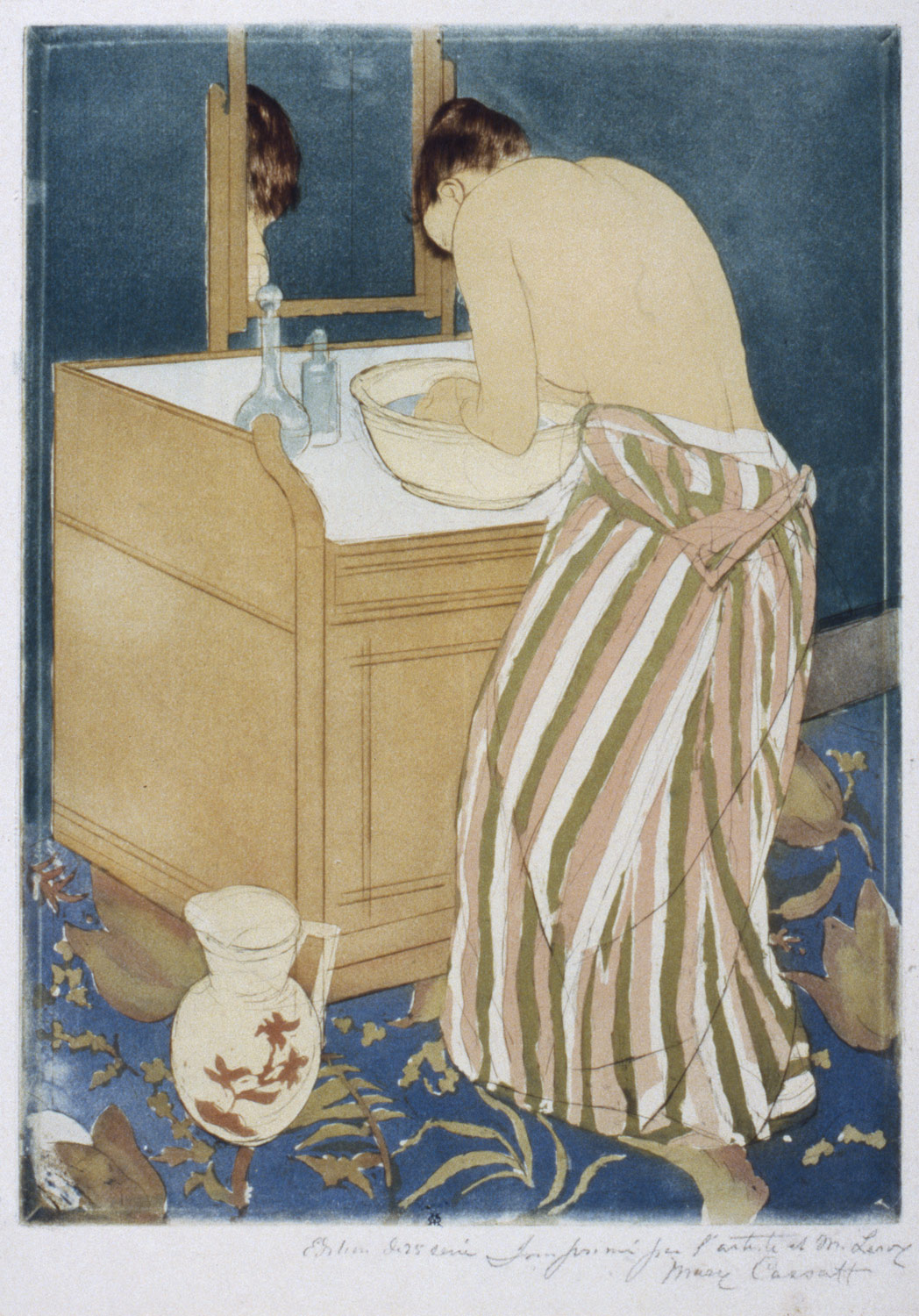
La Toilette, Mary Cassatt (1890–1891).
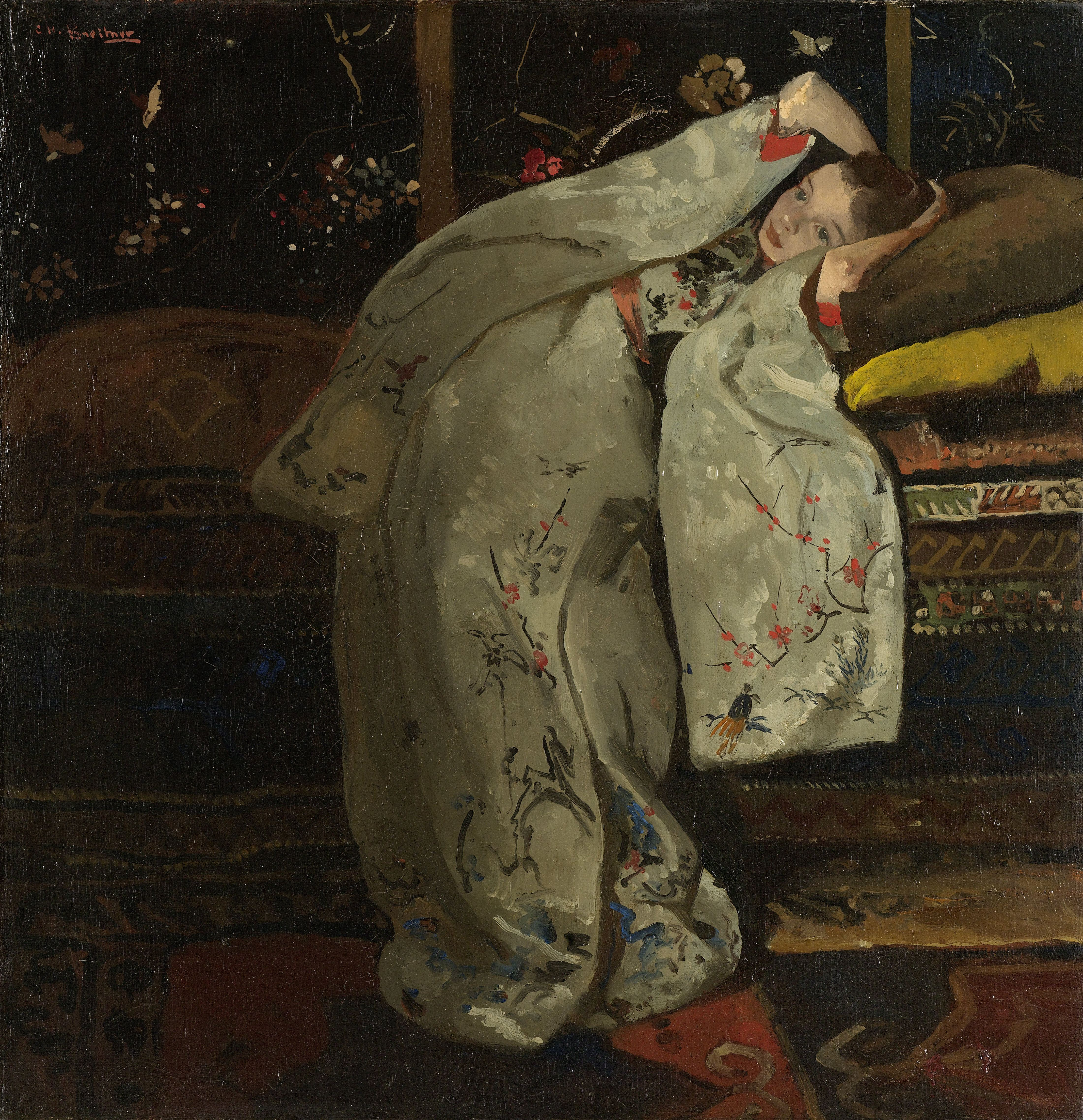
Fille en kimono blanc, George Hendrik Breitner (1894).
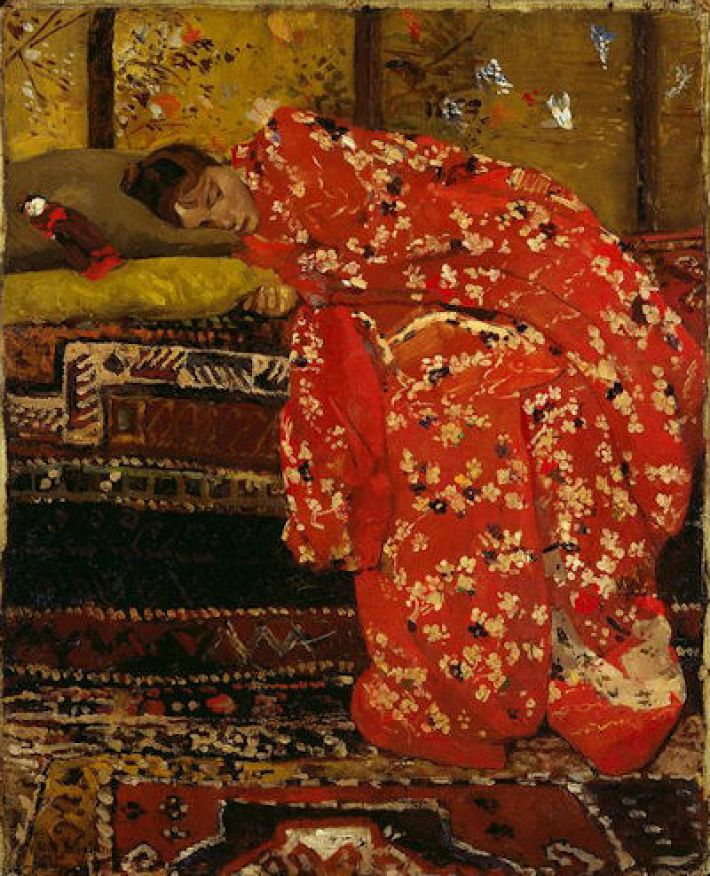
Fille en kimono rouge, George Hendrik Breitner (1894).
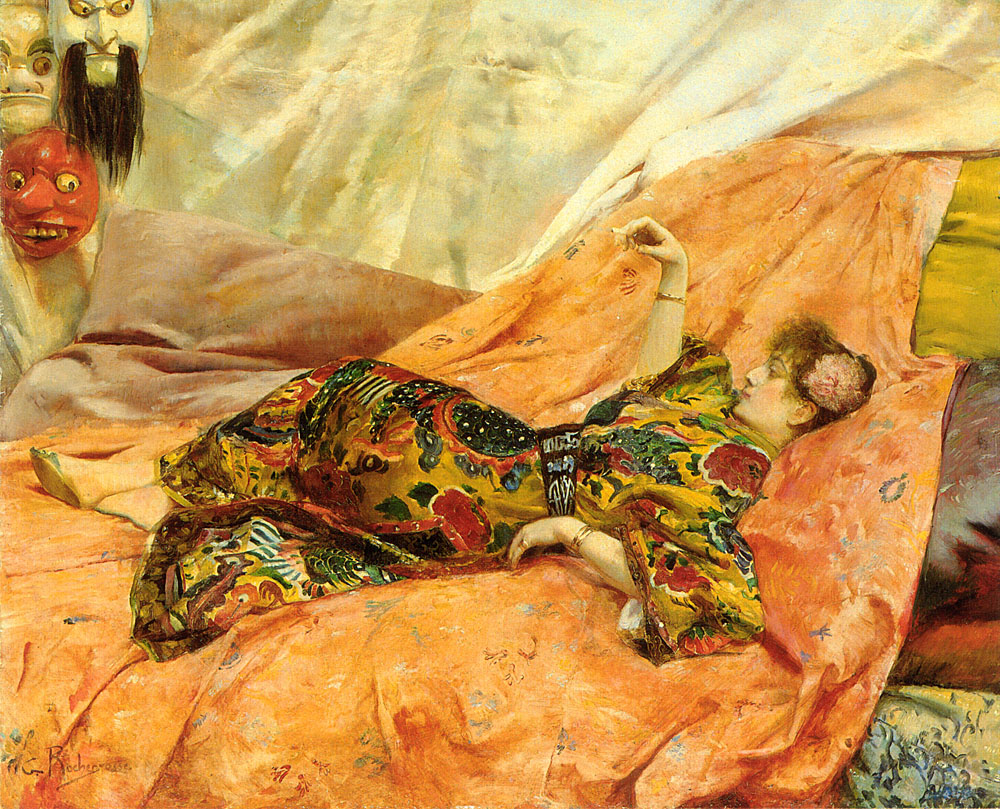
Portrait de Sarah Bernhardt, Georges Rochegrosse (vers 1900).
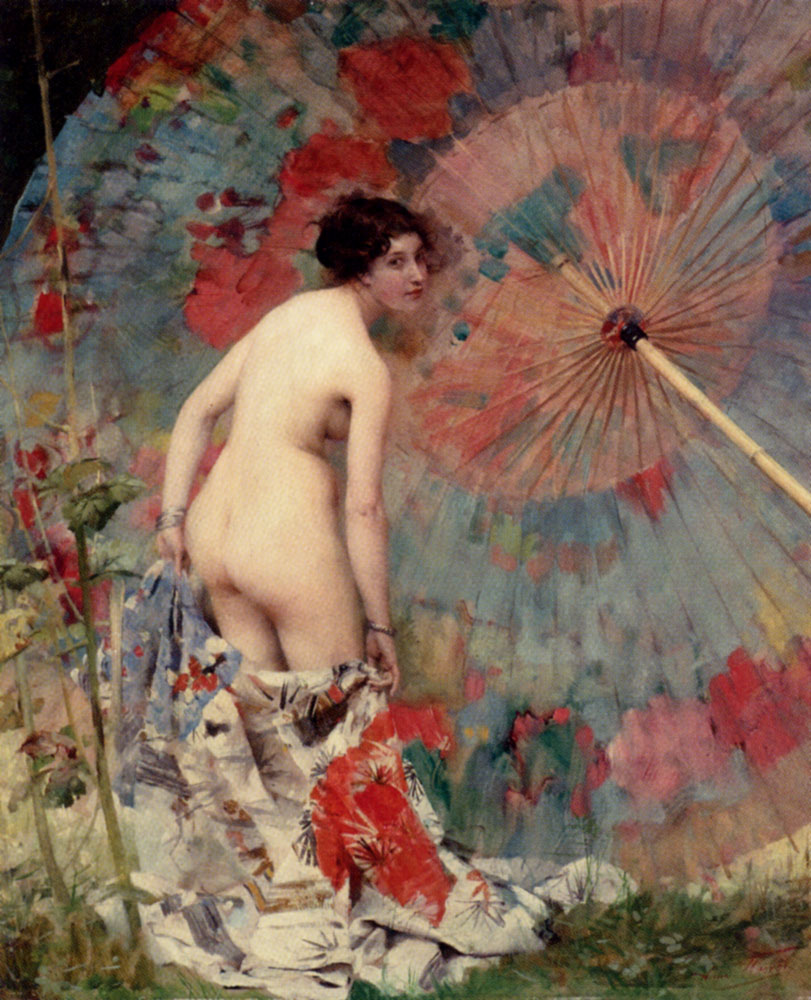
Nu à l'ombrelle japonaise, Aimé-Nicolas Morot.

## Japonisme dans la littérature

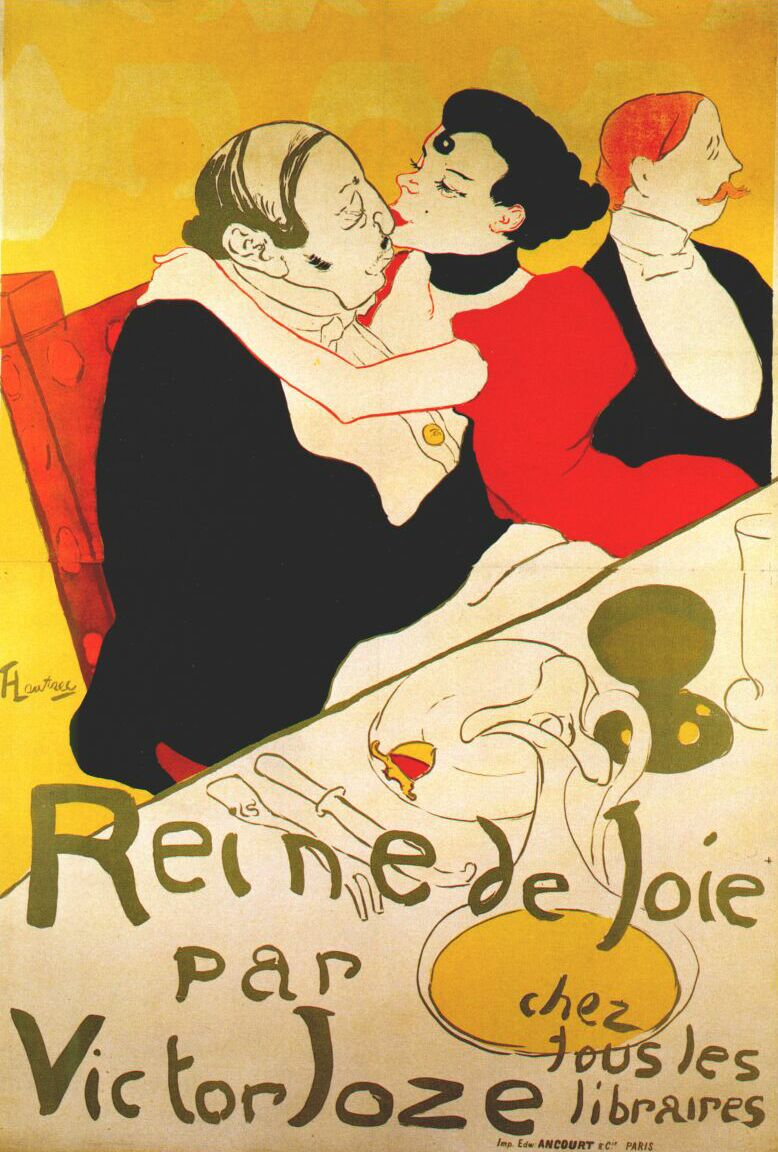
Affiche publicitaire du roman de Victor Joze Reine de joie, par Toulouse-Lautrec (1892)

L’étude et l’enseignement de la langue japonaise furent développés en France par Léon de Rosny (1837-1914), ethnologue, linguiste, japonologue et l'un des principaux orientalistes français. Parmi ses nombreuses activités, celui-ci fut l’auteur de la première méthode de langue japonaise en France (publiée en 1856) ; il fut aussi le premier à ouvrir un cours de japonais à l’École des langues orientales (de nos jours Institut national des langues et civilisations orientales) en 1863. Il deviendra par la suite le premier titulaire de la chaire de langue japonaise créée en 1868, au moment de l’ouverture du Japon, au début de l’Ere Meiji. En 1871 il publia des recueils de poésies japonaises traduites par ses soins.
En littérature et en poésie françaises, les auteurs français du XIXe siècle ressentent le besoin de rompre avec un certain classicisme et se tournent, entre autres, vers l'orientalisme, puis le japonisme. Concernant le Japon, il ne s'agissait pas tant d'en reprendre les thèmes que de s'inspirer d'une sensibilité et d'une esthétique nouvelle ; parmi ces auteurs figurent notamment Charles Baudelaire, Stéphane Mallarmé et Victor Hugo,.
D'autres écrivains évoquent les arts et l'esprit japonais dans leurs écrits, tels Marcel Proust, Edmond de Goncourt et Émile Zola,. Pierre Loti écrit un de ses romans les plus célèbres, Madame Chrysanthème (1887), en prenant pour sujet sa propre rencontre avec une jeune femme japonaise épousée pendant un mois, livre précurseur de Madame Butterfly et Miss Saigon, et œuvre qui est une combinaison du récit et du carnet de voyage,.
Autre écrivain à avoir mis le japonisme à la mode : Claude Farrère (nom de plume de l'officier de Marine Charles Bargone) célèbre au début du XXe siècle et assez peu lu de nos jours. Il a en particulier écrit une longue nouvelle intitulée La Bataille, relatant un épisode de la guerre russo-japonaise, la victoire navale de Tsu-Shima, qui réduisit à néant la puissante escadre russe du Pacifique, narrée à la fois du point de vue japonais et de celui des observateurs occidentaux. L'héroïne féminine, la marquise Yorisaka, surnommée Mistsouko (dont le mari, officier japonais, périra à bord de son cuirassé) symbolise le Japon ancien qui s'adapte tant bien que mal au choc de la modernité de l'ère Meiji. Succès de librairie en son temps, ce livre incitera le parfumeur Guerlain (ami de Claude Farrère) à lancer un parfum nommé Mitsouko, toujours commercialisé un siècle plus tard.
En réaction aux excès du japonisme, l'écrivain Champfleury forge, dès 1872, le mot-valise « japoniaiserie ». Il dénonce par ce néologisme le snobisme, béat et dénué d'esprit critique, qui entoure alors dans certains cercles français tout ce qui touche au Japon ; le mot est ensuite repris pour qualifier ces dérives exotiques, telle que la « salade japonaise » qui figure dans la pièce d'Alexandre Dumas fils, Francillon, ou encore l'érotisme de pacotille qui s'inspire de Pierre Loti et que symbolise le mot « mousmé ».

## Japonisme dans la musique

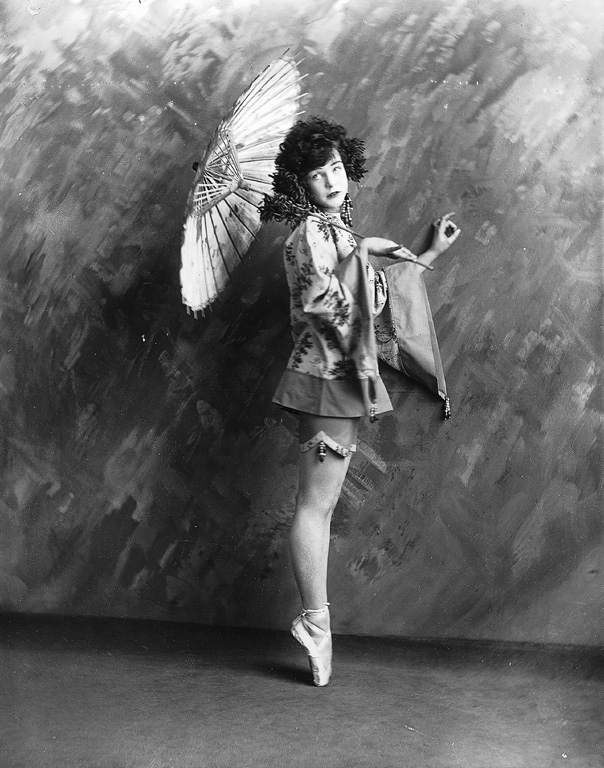
Danseuse de ballet en 1923, Montréal (Québec).

En 1871, Camille Saint-Saëns écrivit un opéra en un acte, La Princesse jaune, sur un livret de Louis Gallet, dans lequel une jeune hollandaise est jalouse de la fixation faite par son ami artiste sur une estampe japonaise. En 1885, l'opéra comique, The Mikado, est présenté à Londres par Arthur Sullivan, sur un livret de William S. Gilbert et l'opéra, Madame Butterfly, de Puccini est créé à Milan en 1904 sur un livret de Luigi Illica et Giuseppe Giacosa. Le ballet d'inspiration japonaise, Papa Chrysanthème, donné en 1892 au Nouveau Cirque de la rue Saint-Honoré, inspire en 1895 un vitrail à Toulouse-Lautrec, commandé par Bing et exécuté par Louis Comfort Tiffany.
À la suite des poètes, les musiciens se sont intéressés à une poésie plus concise, plus incisive, permettant un développement mélodique plus délicat que la grande déclamation, réservée au domaine de l'opéra. Dans cet esprit, renouant avec la précision du madrigal classique, l'attention des compositeurs français se porta sur des traductions de tanka et de haïkus en français.
L'un des tout premiers musiciens à se consacrer activement à la poésie japonaise fut Maurice Delage. Ayant entrepris un voyage en Inde et au Japon à la fin de 1911, il y séjourna durant l’année 1912. De retour en France, il maîtrisait suffisamment les subtilités du langage poétique pour traduire lui-même les poèmes que son ami Igor Stravinsky mit en musique, en 1913, sous le titre Trois poésies de la lyrique japonaise.
L'œuvre de Stravinsky fut bien accueillie lors de sa création, en janvier 1914. Trois ans plus tard, Georges Migot composa Sept petites images du Japon pour chant et piano, à partir de poèmes tirés d'une anthologie des poètes classiques.
En 1925, Maurice Delage assista à la création de ses Sept haï-kaïs pour soprano et ensemble de musique de chambre (flûte, hautbois, clarinette en si , piano et .quatuor à cordes), dont il avait traduit lui-même les poèmes. La même année, Antoine Mariotte écrit ses Kakémonos (quatre pièces japonaises) pour piano (et plus tard pour orchestre) lors de ses expéditions marines  en Extrême-Orient.
En 1927, Jacques Pillois proposa Cinq haï-kaï pour quintette (flûte, violon, alto, violoncelle et harpe). Les haï-kaï sont lus entre les morceaux.
Entre 1928 et 1932, Dmitri Chostakovitch compose son cycle de Six romances sur des textes de poètes japonais, pour ténor et orchestre, opus 21. Les textes sont partiellement tirés du recueil de la Lyrique japonaise, où Stravinsky avait emprunté ses trois poèmes. Les sujets, qui tournent autour de l'amour et de la mort, rejoignent les thèmes favoris du musicien russe. Il compose les trois premières romances la première année, la quatrième en 1931 et les deux dernières en 1932.
En 1951, le compositeur américain John Cage proposa à son tour Cinq haïkus pour piano, puis Sept haïkus l'année suivante. Selon Michaël Andrieu, le musicien, « amoureux des formes minimales, s'intéressera au haïku plus tard dans sa carrière ».
Dès 1912, Bohuslav Martinů avait composé ses Nipponari, sept mélodies pour soprano et ensemble instrumental, qui ne furent créées qu'en 1963.
La même année, Olivier Messiaen composait Sept haïkaï, esquisses japonaises pour piano et orchestre.
Le compositeur Friedrich Cerha a également composé un haïku, « vraiment en référence au Japon », selon Michaël Andrieu, « mais dont le contenu textuel est vraiment bien éloigné […] avec la perte de tout lien à la nature et aux images poétiques (le texte, dans sa traduction française, est : Plus je suis fatigué, plus j'aime être à Vienne…) ».

## Japonisme dans la mode
Avant la seconde moitié du XIXe siècle, les Européens accordent peu d'importance culturelle au Japon. Cependant, au XVIIe siècle, des kimonos japonais sont importés en Europe par la Compagnie des Indes Orientales hollandaises et sont portés par des Européens aisés comme des robes de chambre. Les importations de ces vêtements authentiques étant limitées, le marché se satisfait par ailleurs de robes de chambre dites en « indienne », surnommées « Japonsche rocken » (« robes japonaises ») en Hollande, « robes de chambre d'indienne » en France et « banyans » (« marchand indien ») en Angleterre. Après l'ouverture du Japon de 1868 (ère Meiji), le kimono est définitivement adopté dans son usage de robe de chambre (Madame Hériot (1892) d'Auguste Renoir est représentée avec un kimono-robe d'intérieur ; en 1908, Callot Sœurs réalise une robe réinterprétée du kimono japonais), alors que son étoffe est utilisée pour confectionner des robes occidentales, par exemple des robes à crinolines (cf. Condition des femmes en Occident à la Belle Époque). Dans les années 1920, plusieurs stylistes européens comme Elsa Schiaparelli, Vionnet, Paul Poiret, Coco Chanel et Edward Molyneux intègrent des éléments de la tradition japonaise dans leurs créations. Des motifs japonais sont également adaptés aux textiles occidentaux, par exemple représentants des plantes, des petits animaux voire des armoiries familiales sur des soieries lyonnaises. Au XXe siècle, si la forme du kimono se banalise, au point d'être finalement confondu avec la robe de chambre, le kimono traditionnel conserve une réelle influence sur la mode occidentale.

## Japonisme dans les jardins

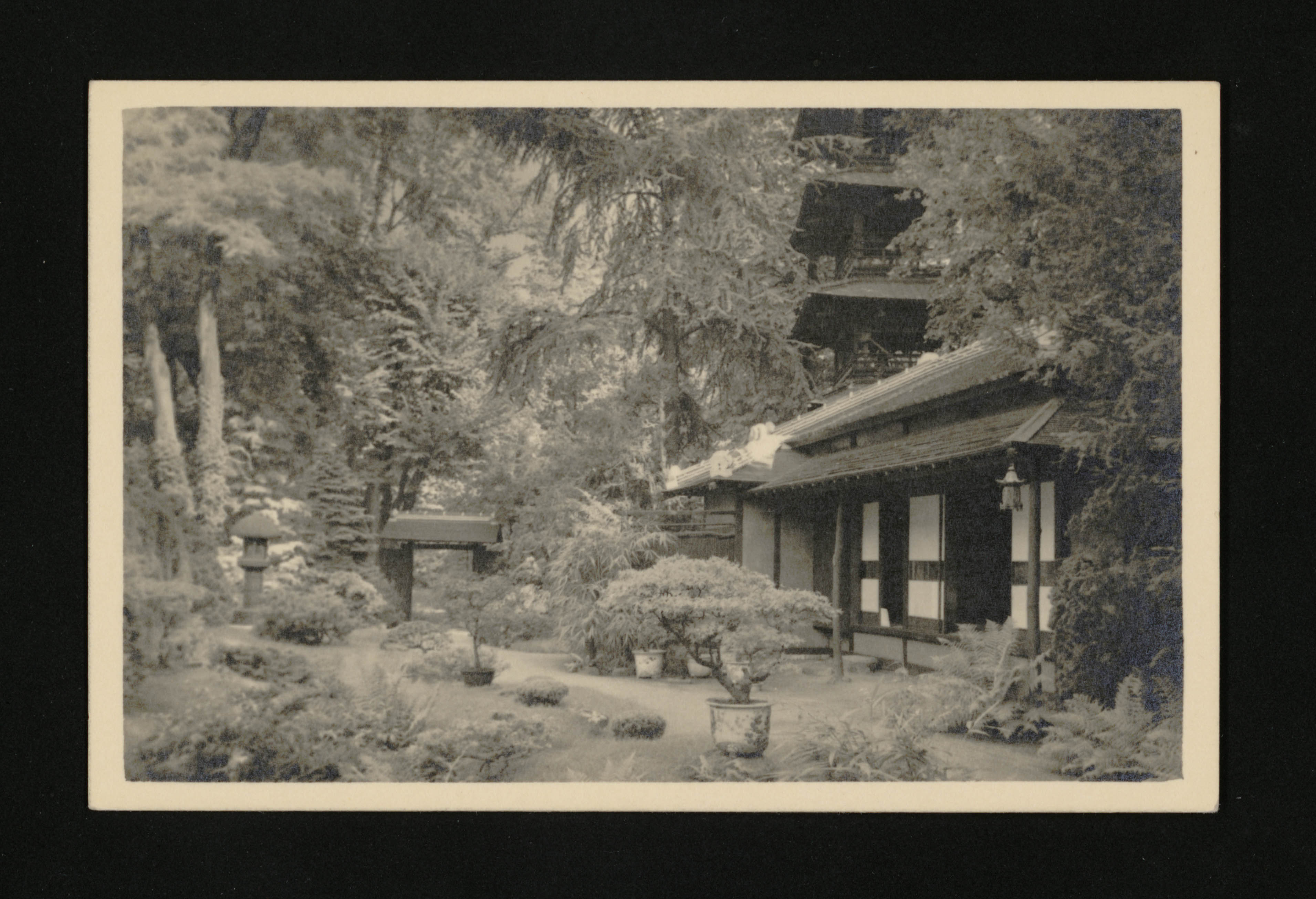
Vue du jardin japonais d'Albert Kahn à Boulogne-Billancourt.

Succédant à la mode des jardins anglo-chinois du XVIIIe siècle, les jardins japonais font leurs apparitions à la fin du XIXe siècle, en 1889 pour l'exposition universelle et mis en place au Trocadéro à Paris par le jardinier japonais Hata Wasuké. Avec la végétation et des plantes d'origine japonaise, on introduit les carpes koï dans les étangs. Le pont japonais devient un élément essentiel du jardin, comme on peut le voir dans le jardin de Monet à Giverny. Les bonsaïs ou arbres nains sont collectionnés par l'écrivain et poète Robert de Montesquiou, dont la jardinier n'est autre que Hata Wasuké. Parmi les plus marquants le jardin Albert-Kahn avec sa pagode, ses maisons, ses portes et lanternes. L'architecte Alexandre Marcel crée aussi le parc jardin de Maulévrier sur les plans d'un jardin Edo.

### Sites internet
- Gallica, Portail France-Japon, gallica.bnf.fr
- Exposition Marchands et collectionneurs d'art japonais à l'époque du japonisme. Les Sources japonaises de l'art occidental, Galerie Janette Ostier, 1986, catalogue de Shigemi Inaga, site nichibun.ac.jp
- Arts asiatiques : annales du musée national des Arts asiatiques Guimet et du musée Cernuschi, éditions Maisonneuve

### Bases de données
- Ressource relative aux beaux-arts :   - Grove Art Online
- Ressource relative à la recherche :   - JSTOR
- Notices dans des dictionnaires ou encyclopédies généralistes :   - Britannica
  - Store norske leksikon
- Notices d'autorité :   - Japon